# Населённые пункты Удмуртии
Удмуртия по состоянию на 24 июля 2019 года включает 1964 населённых пункта, в том числе:
- 6 городов (в списке выделены оранжевым цветом);
- 1958 сельских населённых пунктов (по данным переписи населения 2010 года — 1961 сельский населённый пункт, из них 119 без населения).

В списке населённые пункты распределены (в рамках административно-территориального устройства) по 5 городам республиканского значения и 25 районам (в рамках организации местного самоуправления (муниципального устройства) им соответствуют 5 городских округов и 25 муниципальных округов).
Численность населения сельских населённых пунктов приведена по данным переписи населения 2010 года, численность населения городских населённых пунктов — городов — по оценке на 1 января 2021 года.

## Города республиканского значения (городские округа)
| № | Населённый пункт | Тип   | Население |
| - | ---------------- | ----- | --------- |
| 1 | Воткинск         | город | 95 137    |
| 2 | Глазов           | город | 85 340    |
| 3 | Ижевск           | город | 623 472   |
| 4 | Можга            | город | 43 557    |
| 5 | Сарапул          | город | 88 388    |

## Районы (муниципальные округа)

### Алнашский (МО Алнашский район)
| №  | Населённый пункт               | Тип     | Население |
| -- | ------------------------------ | ------- | --------- |
| 1  | Абышево                        | деревня | 20        |
| 2  | Азаматово                      | деревня | 375       |
| 3  | Алнаши                         | село    | 6837      |
| 4  | Арбайка                        | деревня | 85        |
| 5  | Арляново                       | деревня | 25        |
| 6  | Асановский совхоз-техникум     | село    | 1161      |
| 7  | Байтеряково                    | деревня | 298       |
| 8  | Благодать                      | деревня | 17        |
| 9  | Богородский                    | деревня | 48        |
| 10 | Бокай                          | деревня | 21        |
| 11 | Варали                         | деревня | 176       |
| 12 | Варзибаш                       | деревня | 226       |
| 13 | Варзино-Алексеево              | деревня | 121       |
| 14 | Варзи-Шудья                    | деревня | 0         |
| 15 | Варзи-Ятчи                     | село    | 966       |
| 16 | Верхнее Котнырево              | деревня | 169       |
| 17 | Верхнее Кузебаево              | деревня | 3         |
| 18 | Верхние Алнаши                 | деревня | 43        |
| 19 | Верхний Утчан                  | деревня | 163       |
| 20 | Верхняя Тойма                  | деревня | 1         |
| 21 | Выль Шудья                     | деревня | 9         |
| 22 | Вязовка                        | деревня | 56        |
| 23 | Гарга                          | деревня | 19        |
| 24 | Дроздовка                      | деревня | 142       |
| 25 | Дружки                         | деревня | 0         |
| 26 | Дятлево                        | деревня | 156       |
| 27 | Елкибаево                      | деревня | 203       |
| 28 | Железнодорожная станция Алнаши | станция | 417       |
| 29 | Игенче                         | деревня | 12        |
| 30 | Ильинское                      | деревня | 5         |
| 31 | Кадиково                       | деревня | 82        |
| 32 | Казаково                       | деревня | 278       |
| 33 | Ключёвка                       | деревня | 5         |
| 34 | Колтымак                       | деревня | 2         |
| 35 | Кузебаево                      | деревня | 560       |
| 36 | Кузили                         | деревня | 186       |
| 37 | Кузюмово                       | деревня | 457       |
| 38 | Кучеряново                     | деревня | 71        |
| 39 | Ляли                           | деревня | 457       |
| 40 | Марийское Гондырево            | деревня | 100       |
| 41 | Медведка                       | деревня | 3         |
| 42 | Муважи                         | деревня | 352       |
| 43 | Мукшур                         | деревня | 112       |
| 44 | Нижнее Асаново                 | село    | 732       |
| 45 | Нижнее Котнырево               | деревня | 143       |
| 46 | Нижний Сырьез                  | деревня | 479       |
| 47 | Новотроицкий                   | деревня | 86        |
| 48 | Новый Утчан                    | деревня | 299       |
| 49 | Орехово                        | деревня | 0         |
| 50 | Оркино                         | деревня | 197       |
| 51 | Охотничий                      | деревня | 21        |
| 52 | Петропавловский                | деревня | 4         |
| 53 | Пирогово                       | деревня | 71        |
| 54 | Писеево                        | деревня | 244       |
| 55 | Ромашкино                      | деревня | 128       |
| 56 | Русский Вишур                  | деревня | 0         |
| 57 | Русский Ятцаз                  | деревня | 44        |
| 58 | Серп                           | деревня | 92        |
| 59 | Сосновка                       | деревня | 41        |
| 60 | Старая Шудья                   | деревня | 283       |
| 61 | Старая Юмья                    | деревня | 211       |
| 62 | Старый Утчан                   | деревня | 399       |
| 63 | Сям-Какси                      | деревня | 118       |
| 64 | Татарский Тоймобаш             | деревня | 79        |
| 65 | Татарское Кизеково             | деревня | 0         |
| 66 | Удмуртский Вишур               | деревня | 131       |
| 67 | Удмуртский Тоймобаш            | деревня | 689       |
| 68 | Удмуртский Ятцаз               | деревня | 48        |
| 69 | Удмуртское Гондырево           | деревня | 219       |
| 70 | Удмуртское Кизеково            | деревня | 121       |
| 71 | Холодный Ключ                  | деревня | 3         |
| 72 | Чемошур-Куюк                   | деревня | 396       |
| 73 | Чёрный Ключ                    | деревня | 176       |
| 74 | Чумали                         | деревня | 137       |
| 75 | Шадрасак Кибья                 | деревня | 172       |
| 76 | Шайтаново                      | деревня | 210       |
| 77 | Шаршада                        | деревня | 0         |
| 78 | Шишкино                        | деревня | 24        |
| 79 | Шубино                         | деревня | 75        |
| 80 | Юмьяшур                        | деревня | 240       |
| 81 | Ятцазшур                       | деревня | 16        |

### Балезинский (МО Балезинский район)
| №   | Населённый пункт     | Тип              | Население |
| --- | -------------------- | ---------------- | --------- |
| 1   | 1205 км              | населённый пункт | 19        |
| 2   | 1214 км              | населённый пункт | 1         |
| 3   | Адам                 | деревня          | 27        |
| 4   | Адам                 | деревня          | 47        |
| 5   | Андреевцы            | посёлок          | 234       |
| 6   | Андрейшур            | село             | 652       |
| 7   | Архипята             | деревня          | 37        |
| 8   | Афонино              | деревня          | 51        |
| 9   | Ахмади               | деревня          | 108       |
| 10  | Базаны               | деревня          | 195       |
| 11  | Балезино             | посёлок          | 14 459    |
| 12  | Балезино             | село             | 544       |
| 13  | Балезино-3           | посёлок          | 1949      |
| 14  | Бахтиево             | деревня          | 8         |
| 15  | Бектыш               | деревня          | 11        |
| 16  | Беляны               | деревня          | 8         |
| 17  | Бисарпи              | деревня          | 3         |
| 18  | Битчимшур            | деревня          | 49        |
| 19  | Бозгон               | деревня          | 7         |
| 20  | Большое Сазаново     | деревня          | 583       |
| 21  | Большой Варыж        | деревня          | 252       |
| 22  | Большой Унтем        | деревня          | 189       |
| 23  | Бурино               | деревня          | 140       |
| 24  | Быдыпи               | деревня          | 355       |
| 25  | Ваньки               | деревня          | 44        |
| 26  | Ванягурт             | деревня          | 0         |
| 27  | Васенки              | деревня          | 20        |
| 28  | Василята             | деревня          | 59        |
| 29  | Васютенки            | деревня          | 156       |
| 30  | Верх-Кестым          | деревня          | 58        |
| 31  | Верх-Люк             | деревня          | 35        |
| 32  | Верх-Люкино          | деревня          | 425       |
| 33  | Верх-Туга            | деревня          | 5         |
| 34  | Воегурт              | деревня          | 599       |
| 35  | Возешур              | деревня          | 25        |
| 36  | Вотино               | деревня          | 0         |
| 37  | Гаревская            | деревня          | 95        |
| 38  | Гарченцы             | деревня          | 29        |
| 39  | Гордино              | деревня          | 117       |
| 40  | Гуменки              | деревня          | 11        |
| 41  | Демино               | деревня          | 36        |
| 42  | Дениспи              | деревня          | 31        |
| 43  | Дома 1186 км         | починок          | 5         |
| 44  | Дома 1189 км         | населённый пункт | 11        |
| 45  | Дома 1208 км         | хутор            | 9         |
| 46  | Дома 1211 км         | хутор            | 2         |
| 47  | Ермилово             | деревня          | 1         |
| 48  | Жобшур               | деревня          | 23        |
| 49  | Замятьево            | деревня          | 6         |
| 50  | Заречный             | посёлок          | 158       |
| 51  | Зилай                | деревня          | 12        |
| 52  | Зилай                | село             | 30        |
| 53  | Зотино               | посёлок          | 140       |
| 54  | Зяниево              | деревня          | 20        |
| 55  | Зятчашур             | деревня          | 100       |
| 56  | Исаково              | деревня          | 606       |
| 57  | Каменное Заделье     | село             | 476       |
| 58  | Карйыл               | деревня          | 6         |
| 59  | Карсовай             | село             | 1893      |
| 60  | Кер-Нюра             | деревня          | 38        |
| 61  | Кестым               | деревня          | 837       |
| 62  | Кипрята              | деревня          | 86        |
| 63  | Киренки              | деревня          | 24        |
| 64  | Кирино               | село             | 47        |
| 65  | Киршонки             | деревня          | 289       |
| 66  | Кобиньпи             | деревня          | 2         |
| 67  | Кожило               | деревня          | 835       |
| 68  | Коньково             | деревня          | 4         |
| 69  | Коровай              | деревня          | 19        |
| 70  | Коровино             | деревня          | 33        |
| 71  | Коршуново            | деревня          | 139       |
| 72  | Котегово             | деревня          | 252       |
| 73  | Котомка              | деревня          | 49        |
| 74  | Кузем                | деревня          | 19        |
| 75  | Лебеди               | деревня          | 1         |
| 76  | Люк                  | деревня          | 161       |
| 77  | Люк                  | село             | 78        |
| 78  | Максенки             | деревня          | 15        |
| 79  | Малое Сазаново       | деревня          | 194       |
| 80  | Малый Ягошур         | деревня          | 1         |
| 81  | Мартелёнки           | деревня          | 13        |
| 82  | Марченки             | деревня          | 77        |
| 83  | Мокино               | деревня          | 0         |
| 84  | Мосены               | деревня          | 53        |
| 85  | Мувыръяг             | деревня          | 10        |
| 86  | Некрасовцы           | деревня          | 17        |
| 87  | Нововолково          | село             | 424       |
| 88  | Новое Липово         | посёлок          | 22        |
| 89  | Новоселы             | деревня          | 36        |
| 90  | Новый Кеп            | деревня          | 65        |
| 91  | Нурызово             | деревня          | 159       |
| 92  | Оросово              | деревня          | 308       |
| 93  | Павлушата            | деревня          | 30        |
| 94  | Падера               | деревня          | 451       |
| 95  | Петровцы             | деревня          | 23        |
| 96  | Петровцы             | деревня          | 2         |
| 97  | Петухово             | деревня          | 46        |
| 98  | Пибаньшур            | деревня          | 88        |
| 99  | Пироково             | деревня          | 16        |
| 100 | Подборново           | деревня          | 123       |
| 101 | Полишонки            | деревня          | 10        |
| 102 | Порошино             | деревня          | 0         |
| 103 | Потемкино            | деревня          | 0         |
| 104 | Пулыб                | деревня          | 12        |
| 105 | Пыбья                | село             | 511       |
| 106 | Пышкец               | деревня          | 107       |
| 107 | Рахмал               | деревня          | 1         |
| 108 | Речка Люк            | деревня          | 83        |
| 109 | Русский Пибаньшур    | деревня          | 0         |
| 110 | Север                | деревня          | 5         |
| 111 | Седъяр               | деревня          | 12        |
| 112 | Сенькачум            | деревня          | 1         |
| 113 | Сергино              | село             | 413       |
| 114 | Сизево               | деревня          | 42        |
| 115 | Сосновка             | деревня          | 113       |
| 116 | Старый Кеп           | деревня          | 1         |
| 117 | Такапи               | деревня          | 477       |
| 118 | Торлино              | деревня          | 0         |
| 119 | Тугей                | деревня          | 1         |
| 120 | Тукташ               | посёлок          | 77        |
| 121 | Турецкое             | село             | 453       |
| 122 | У Речки Даниловка    | деревня          | 0         |
| 123 | Удмуртский Пибаньшур | деревня          | 31        |
| 124 | Ушур                 | деревня          | 409       |
| 125 | Чебаны               | деревня          | 18        |
| 126 | Чуялуд               | деревня          | 116       |
| 127 | Шарпа                | деревня          | 112       |
| 128 | Шолоково             | деревня          | 193       |
| 129 | Шур                  | деревня          | 44        |
| 130 | Шур                  | починок          | 0         |
| 131 | Эркешево             | деревня          | 307       |
| 132 | Юлдырь               | деревня          | 54        |
| 133 | Юнда                 | село             | 431       |
| 134 | Ягварь               | деревня          | 0         |
| 135 | Ягошур               | деревня          | 21        |
| 136 | Ягошур               | деревня          | 112       |

### Вавожский (МО Вавожский район)
| №  | Населённый пункт                    | Тип     | Население |
| -- | ----------------------------------- | ------- | --------- |
| 1  | Бармино                             | деревня | 0         |
| 2  | Березек                             | деревня | 199       |
| 3  | Берлуд                              | деревня | 6         |
| 4  | Большая Гурезь-Пудга                | деревня | 511       |
| 5  | Большая Докья                       | деревня | 14        |
| 6  | Большая Можга                       | деревня | 163       |
| 7  | Большое Волково                     | деревня | 511       |
| 8  | Брызгалово                          | село    | 306       |
| 9  | Вавож                               | село    | 5542      |
| 10 | Вавож                               | станция | 36        |
| 11 | Валадор                             | деревня | 64        |
| 12 | Васькино                            | деревня | 4         |
| 13 | Вишур                               | деревня | 4         |
| 14 | Водзимонье                          | село    | 661       |
| 15 | Волипельга                          | село    | 831       |
| 16 | Гуляево                             | деревня | 89        |
| 17 | Гуляевская железнодорожная площадка | станция | 2         |
| 18 | Дубровка                            | деревня | 96        |
| 19 | Жуё-Можга                           | деревня | 164       |
| 20 | Заря                                | деревня | 2         |
| 21 | Зелёная Роща                        | деревня | 0         |
| 22 | Зетловай                            | деревня | 15        |
| 23 | Зяглуд-Какся                        | деревня | 311       |
| 24 | Зядлуд                              | деревня | 147       |
| 25 | Зямбайгурт                          | деревня | 594       |
| 26 | Иваново-Вознесенск                  | деревня | 117       |
| 27 | Инга                                | деревня | 39        |
| 28 | Какмож                              | село    | 1439      |
| 29 | Какмож-Итчи                         | деревня | 45        |
| 30 | Каменный Ключ                       | село    | 129       |
| 31 | Карсо                               | деревня | 28        |
| 32 | Касихино                            | деревня | 7         |
| 33 | Квачи                               | деревня | 6         |
| 34 | Квашур                              | деревня | 10        |
| 35 | Колногорово                         | деревня | 0         |
| 36 | Косая Можга                         | деревня | 28        |
| 37 | Котья                               | деревня | 81        |
| 38 | Кочежгурт                           | деревня | 0         |
| 39 | Лыстем                              | деревня | 165       |
| 40 | Макарово                            | деревня | 279       |
| 41 | Малиновка                           | деревня | 19        |
| 42 | Малый Зяглуд                        | деревня | 60        |
| 43 | Мокрецово                           | деревня | 2         |
| 44 | Монья                               | деревня | 225       |
| 45 | Нардомас                            | деревня | 18        |
| 46 | Нижний Юсь                          | деревня | 2         |
| 47 | Новая Бия                           | деревня | 603       |
| 48 | Новое Водзимонье                    | деревня | 8         |
| 49 | Новотроицкий                        | деревня | 39        |
| 50 | Новые Какси                         | деревня | 48        |
| 51 | Нюрдор-Котья                        | село    | 994       |
| 52 | Нюрпод                              | деревня | 1         |
| 53 | Ожги                                | деревня | 189       |
| 54 | Октябрьский                         | деревня | 13        |
| 55 | Пужмоил                             | деревня | 23        |
| 56 | Русская Изопельга                   | деревня | 2         |
| 57 | Слудка                              | деревня | 34        |
| 58 | Старая Бия                          | деревня | 35        |
| 59 | Старое Жуё                          | деревня | 52        |
| 60 | Сэръя                               | деревня | 6         |
| 61 | Тушмо                               | деревня | 33        |
| 62 | Тыловыл-Пельга                      | село    | 246       |
| 63 | Уе-Докья                            | деревня | 216       |
| 64 | Холодный Ключ                       | деревня | 1         |
| 65 | Чемошур-Докья                       | деревня | 13        |
| 66 | Четкерь                             | деревня | 18        |
| 67 | Чудзялуд                            | деревня | 90        |
| 68 | Южно-Какможский                     | деревня | 67        |
| 69 | Яголуд                              | деревня | 181       |

### Воткинский (МО Воткинский район)
| №  | Населённый пункт            | Тип              | Население |
| -- | --------------------------- | ---------------- | --------- |
| 1  | Бакаи                       | деревня          | 0         |
| 2  | Березники                   | деревня          | 11        |
| 3  | Беркуты                     | деревня          | 345       |
| 4  | Болгуры                     | деревня          | 654       |
| 5  | Болгуры                     | починок          | 34        |
| 6  | Большая Кивара              | деревня          | 796       |
| 7  | Верхне-Позимь               | деревня          | 559       |
| 8  | Верхняя Талица              | деревня          | 895       |
| 9  | Владимировский              | починок          | 14        |
| 10 | Вязовая                     | посёлок          | 4         |
| 11 | Гавриловка                  | деревня          | 934       |
| 12 | Галёво                      | село             | 1         |
| 13 | Гамы                        | деревня          | 60        |
| 14 | Гольянский                  | починок          | 120       |
| 15 | Гришанки                    | деревня          | 21        |
| 16 | Двигатель                   | деревня          | 378       |
| 17 | Дома 58 км                  | населённый пункт | 3         |
| 18 | Дома 78 км                  | населённый пункт | 0         |
| 19 | Дремино                     | деревня          | 9         |
| 20 | Дубровино                   | деревня          | 1         |
| 21 | Евсино                      | деревня          | 0         |
| 22 | Забегаево                   | деревня          | 38        |
| 23 | Захарово                    | деревня          | 12        |
| 24 | Ильинское                   | деревня          | 0         |
| 25 | Июльское                    | село             | 2336      |
| 26 | Калиновка                   | деревня          | 2         |
| 27 | Камское                     | село             | 576       |
| 28 | Катыши                      | деревня          | 121       |
| 29 | Кварса                      | деревня          | 1801      |
| 30 | Кельчино                    | село             | 443       |
| 31 | Кленовая                    | деревня          | 16        |
| 32 | Костоваты                   | деревня          | 75        |
| 33 | Красная Горка               | выселок          | 31        |
| 34 | Красный Север               | выселок          | 9         |
| 35 | Кудрино                     | деревня          | 446       |
| 36 | Кукуи                       | деревня          | 730       |
| 37 | Курочкино                   | починок          | 7         |
| 38 | Ледухи                      | деревня          | 11        |
| 39 | Липовка                     | деревня          | 20        |
| 40 | Максимово                   | деревня          | 44        |
| 41 | Метляки                     | деревня          | 38        |
| 42 | Молчаны                     | деревня          | 334       |
| 43 | Нива                        | деревня          | 201       |
| 44 | Нижневоткинский лесоучасток | починок          | 2         |
| 45 | Никольский                  | починок          | 3         |
| 46 | Новосоломенники             | деревня          | 147       |
| 47 | Новый                       | посёлок          | 5980      |
| 48 | Ольхово                     | деревня          | 299       |
| 49 | Осиновка                    | деревня          | #Н/Д      |
| 50 | Первомайский                | посёлок          | 1478      |
| 51 | Перевозное                  | село             | 1105      |
| 52 | Пихтовка                    | посёлок          | 457       |
| 53 | Подгорный                   | деревня          | 11        |
| 54 | Романово                    | деревня          | 60        |
| 55 | Самолёт                     | деревня          | 2         |
| 56 | Светлое                     | село             | 1046      |
| 57 | Светлянский                 | починок          | 4         |
| 58 | Сидоровы Горы               | деревня          | 19        |
| 59 | Степаново                   | село             | 65        |
| 60 | Фертики                     | деревня          | 24        |
| 61 | Филиппово                   | починок          | 0         |
| 62 | Фомино                      | деревня          | 76        |
| 63 | Фотены                      | деревня          | 81        |
| 64 | Хорохоры                    | деревня          | 112       |
| 65 | Черепановка                 | деревня          | 243       |
| 66 | Чёрная                      | деревня          | 524       |
| 67 | Черновский лесоучасток      | деревня          | 436       |
| 68 | Чёрный Ключ                 | деревня          | 149       |
| 69 | Шалавенки                   | деревня          | 2         |

### Глазовский (МО Глазовский район)
| №   | Населённый пункт       | Тип              | Население |
| --- | ---------------------- | ---------------- | --------- |
| 1   | Абагурт                | деревня          | 19        |
| 2   | Адам                   | деревня          | 986       |
| 3   | Азамай                 | деревня          | 55        |
| 4   | Алексеевский           | выселок          | 24        |
| 5   | Артёнки                | деревня          | 2         |
| 6   | Бабино                 | деревня          | 60        |
| 7   | Бадзымшур              | деревня          | 12        |
| 8   | Берёзовый              | хутор            | 34        |
| 9   | Большой Лудошур        | деревня          | 57        |
| 10  | Васильево              | деревня          | 0         |
| 11  | Верхний Сепыч          | деревня          | 25        |
| 12  | Верхняя Богатырка      | деревня          | 174       |
| 13  | Верхняя Слудка         | деревня          | 310       |
| 14  | Верхняя Убыть          | деревня          | 48        |
| 15  | Весьякар               | деревня          | 1         |
| 16  | Выльгурт               | деревня          | 21        |
| 17  | Главатских             | деревня          | 11        |
| 18  | Гордъяр                | деревня          | 17        |
| 19  | Горлица                | хутор            | 4         |
| 20  | Гулёково               | деревня          | 393       |
| 21  | Дзякино                | посёлок          | 702       |
| 22  | Долгоево               | деревня          | 4         |
| 23  | Дом отдыха Чепца       | посёлок          | 763       |
| 24  | Дома 1143 км           | населённый пункт | 73        |
| 25  | Дома 1147 км           | населённый пункт | 1         |
| 26  | Дома 1168 км           | населённый пункт | 5         |
| 27  | Дома 1169 км           | населённый пункт | 28        |
| 28  | Дома 1173 км           | населённый пункт | 5         |
| 29  | Дома 1177 км           | населённый пункт | 4         |
| 30  | Дома 1181 км           | населённый пункт | 0         |
| 31  | Дома 1182 км           | населённый пункт | 3         |
| 32  | Дондыкар               | деревня          | 249       |
| 33  | Ескино                 | деревня          | 24        |
| 34  | Заболотное             | деревня          | 31        |
| 35  | Заризь                 | деревня          | 17        |
| 36  | Золотарёво             | деревня          | 376       |
| 37  | Зотово                 | деревня          | 13        |
| 38  | Иваново                | деревня          | 19        |
| 39  | Извиль                 | деревня          | 5         |
| 40  | Изошур                 | деревня          | 33        |
| 41  | Кабаково               | деревня          | 74        |
| 42  | Карасево               | деревня          | 58        |
| 43  | Качкашур               | деревня          | 935       |
| 44  | Кельдыково             | деревня          | 36        |
| 45  | Кляпово                | деревня          | 17        |
| 46  | Кожиль                 | деревня          | 858       |
| 47  | Кожиль                 | станция          | #Н/Д      |
| 48  | Колевай                | деревня          | 131       |
| 49  | Коротаево              | деревня          | 213       |
| 50  | Коротай                | деревня          | 13        |
| 51  | Кортышево              | деревня          | 5         |
| 52  | Коршевихино            | деревня          | 13        |
| 53  | Коршуново              | деревня          | 11        |
| 54  | Котнырево              | деревня          | 12        |
| 55  | Кочишево               | деревня          | 408       |
| 56  | Курегово               | деревня          | 428       |
| 57  | Кыпка                  | деревня          | 66        |
| 58  | Лекшур                 | деревня          | 78        |
| 59  | Лумпашур               | деревня          | 8         |
| 60  | Люм                    | село             | 418       |
| 61  | Ляпино                 | деревня          | 4         |
| 62  | Макшур                 | деревня          | 43        |
| 63  | Малый Лудошур          | деревня          | 186       |
| 64  | Митино                 | деревня          | 83        |
| 65  | Мыртыково              | деревня          | 13        |
| 66  | Нижний Колевай         | деревня          | 7         |
| 67  | Нижняя Богатырка       | деревня          | 77        |
| 68  | Нижняя Кузьма          | деревня          | 64        |
| 69  | Нижняя Слудка          | деревня          | 45        |
| 70  | Нижняя Убыть           | деревня          | 19        |
| 71  | Новые Парзи            | деревня          | 46        |
| 72  | Озегвай                | деревня          | 28        |
| 73  | Октябрьский            | посёлок          | 1271      |
| 74  | Омутница               | деревня          | 194       |
| 75  | Отогурт                | деревня          | 209       |
| 76  | Парзи                  | село             | 718       |
| 77  | Парзинское СПТУ № 7    | посёлок          | 46        |
| 78  | Паслоково              | деревня          | 28        |
| 79  | Педоново               | деревня          | 88        |
| 80  | Печешур                | деревня          | 3         |
| 81  | Поздеево               | деревня          | 6         |
| 82  | Полдарай               | деревня          | 90        |
| 83  | Полом                  | деревня          | 34        |
| 84  | Полынга                | деревня          | 68        |
| 85  | Помаяг                 | деревня          | 22        |
| 86  | Понино                 | село             | 1466      |
| 87  | Порпиево               | деревня          | 18        |
| 88  | Портяново              | деревня          | 23        |
| 89  | Пудвай                 | деревня          | 84        |
| 90  | Пусошур                | деревня          | 311       |
| 91  | Пышкец                 | деревня          | 37        |
| 92  | Разъезд Туктым 1181 км | разъезд          | 0         |
| 93  | Разъезд Убыть 1152 км  | разъезд          | 1         |
| 94  | Самки                  | деревня          | 114       |
| 95  | Сёва                   | деревня          | 3         |
| 96  | Сёва                   | посёлок          | 198       |
| 97  | Семёновский            | деревня          | 45        |
| 98  | Сепыч                  | деревня          | 31        |
| 99  | Сергеевка              | деревня          | 28        |
| 100 | Симашур                | деревня          | 85        |
| 101 | Солдырь                | деревня          | 211       |
| 102 | Сянино                 | деревня          | #Н/Д      |
| 103 | Тагапи                 | деревня          | 9         |
| 104 | Татарские Парзи        | деревня          | 132       |
| 105 | Тек                    | деревня          | 3         |
| 106 | Трубашур               | деревня          | 345       |
| 107 | Тукбулатово            | деревня          | 122       |
| 108 | Удмуртские Ключи       | деревня          | 459       |
| 109 | Удмуртские Парзи       | деревня          | 43        |
| 110 | Умск                   | деревня          | 47        |
| 111 | Ураково                | деревня          | 153       |
| 112 | Усть-Пусошур           | деревня          | 2         |
| 113 | Усть-Пышкец            | деревня          | 42        |
| 114 | Чажайский лесоучасток  | посёлок          | 203       |
| 115 | Чебершур               | посёлок          | 4         |
| 116 | Чиргино                | деревня          | 110       |
| 117 | Чура                   | деревня          | 452       |
| 118 | Шалаши                 | деревня          | 0         |
| 119 | Штанигурт              | деревня          | 1215      |
| 120 | Шудзя                  | деревня          | 106       |
| 121 | Ягошур                 | деревня          | 37        |
| 122 | Ягул                   | деревня          | 20        |
| 123 | Якшино                 | деревня          | 4         |

### Граховский (МО Граховский район)
| №  | Населённый пункт   | Тип     | Население                                                                                  |
| -- | ------------------ | ------- | ------------------------------------------------------------------------------------------ |
| 1  | Байтуганово        | деревня | 204                                                                                        |
| 2  | Батырево           | деревня | 0                                                                                          |
| 3  | Благодатное        | деревня | 188                                                                                        |
| 4  | Большая Ерыкса     | деревня | 134                                                                                        |
| 5  | Большой Шуберь     | деревня | 4                                                                                          |
| 6  | Верхний Выселок    | деревня | 28                                                                                         |
| 7  | Верхняя Игра       | село    | 351                                                                                        |
| 8  | Газек              | деревня | 6                                                                                          |
| 9  | Гаранькино         | деревня | 21                                                                                         |
| 10 | Горные Юраши       | деревня | 27                                                                                         |
| 11 | Грахово            | село    | 3458                                                                                       |
| 12 | Заречный           | посёлок | 345                                                                                        |
| 13 | Иж-Бобья           | деревня | 186                                                                                        |
| 14 | Каменное           | деревня | 399                                                                                        |
| 15 | Кокшан             | деревня | 75                                                                                         |
| 16 | Котловка           | деревня | 183                                                                                        |
| 17 | Лолошур-Возжи      | деревня | Получено слишком много сущностей из Викиданные. Количество загруженных сущностей: 500/500. |
| 18 | Макарово           | деревня | Получено слишком много сущностей из Викиданные. Количество загруженных сущностей: 500/500. |
| 19 | Мамаево            | деревня | Получено слишком много сущностей из Викиданные. Количество загруженных сущностей: 500/500. |
| 20 | Мари-Возжай        | деревня | Получено слишком много сущностей из Викиданные. Количество загруженных сущностей: 500/500. |
| 21 | Мещеряково         | село    | Получено слишком много сущностей из Викиданные. Количество загруженных сущностей: 500/500. |
| 22 | Мишкино            | деревня | Получено слишком много сущностей из Викиданные. Количество загруженных сущностей: 500/500. |
| 23 | Нижние Адам-Учи    | деревня | Получено слишком много сущностей из Викиданные. Количество загруженных сущностей: 500/500. |
| 24 | Нижние Юраши       | деревня | Получено слишком много сущностей из Викиданные. Количество загруженных сущностей: 500/500. |
| 25 | Нижний Тыловай     | деревня | Получено слишком много сущностей из Викиданные. Количество загруженных сущностей: 500/500. |
| 26 | Нижняя Сайка       | деревня | Получено слишком много сущностей из Викиданные. Количество загруженных сущностей: 500/500. |
| 27 | Новая Бондюга      | деревня | Получено слишком много сущностей из Викиданные. Количество загруженных сущностей: 500/500. |
| 28 | Новогорское        | село    | Получено слишком много сущностей из Викиданные. Количество загруженных сущностей: 500/500. |
| 29 | Поршур             | деревня | Получено слишком много сущностей из Викиданные. Количество загруженных сущностей: 500/500. |
| 30 | Порым              | деревня | Получено слишком много сущностей из Викиданные. Количество загруженных сущностей: 500/500. |
| 31 | Русские Адам-Учи   | село    | Получено слишком много сущностей из Викиданные. Количество загруженных сущностей: 500/500. |
| 32 | Русский Куюк       | деревня | Получено слишком много сущностей из Викиданные. Количество загруженных сущностей: 500/500. |
| 33 | Русский Тыловай    | деревня | Получено слишком много сущностей из Викиданные. Количество загруженных сущностей: 500/500. |
| 34 | Сарайкино          | деревня | Получено слишком много сущностей из Викиданные. Количество загруженных сущностей: 500/500. |
| 35 | Селянур            | деревня | Получено слишком много сущностей из Викиданные. Количество загруженных сущностей: 500/500. |
| 36 | Славянская Слобода | деревня | Получено слишком много сущностей из Викиданные. Количество загруженных сущностей: 500/500. |
| 37 | Соловьёвка         | деревня | Получено слишком много сущностей из Викиданные. Количество загруженных сущностей: 500/500. |
| 38 | Старая Игра        | деревня | Получено слишком много сущностей из Викиданные. Количество загруженных сущностей: 500/500. |
| 39 | Старые Ятчи        | деревня | Получено слишком много сущностей из Викиданные. Количество загруженных сущностей: 500/500. |
| 40 | Шарберда           | деревня | Получено слишком много сущностей из Викиданные. Количество загруженных сущностей: 500/500. |
| 41 | Яги-Какси          | деревня | Получено слишком много сущностей из Викиданные. Количество загруженных сущностей: 500/500. |

### Дебёсский (МО Дебёсский район)
| №  | Населённый пункт             | Тип     | Население                                                                                  |
| -- | ---------------------------- | ------- | ------------------------------------------------------------------------------------------ |
| 1  | Аняшур                       | деревня | Получено слишком много сущностей из Викиданные. Количество загруженных сущностей: 500/500. |
| 2  | Ариково                      | деревня | Получено слишком много сущностей из Викиданные. Количество загруженных сущностей: 500/500. |
| 3  | Бадзимошур                   | деревня | Получено слишком много сущностей из Викиданные. Количество загруженных сущностей: 500/500. |
| 4  | Берёзовка                    | деревня | Получено слишком много сущностей из Викиданные. Количество загруженных сущностей: 500/500. |
| 5  | Бибаньгурт                   | деревня | Получено слишком много сущностей из Викиданные. Количество загруженных сущностей: 500/500. |
| 6  | Большая Кизня                | деревня | Получено слишком много сущностей из Викиданные. Количество загруженных сущностей: 500/500. |
| 7  | Большая Чепца                | деревня | Получено слишком много сущностей из Викиданные. Количество загруженных сущностей: 500/500. |
| 8  | Большой Зетым                | деревня | Получено слишком много сущностей из Викиданные. Количество загруженных сущностей: 500/500. |
| 9  | Ваня-Чумо                    | деревня | Получено слишком много сущностей из Викиданные. Количество загруженных сущностей: 500/500. |
| 10 | Варни                        | деревня | Получено слишком много сущностей из Викиданные. Количество загруженных сущностей: 500/500. |
| 11 | Верхний Сылызь               | деревня | Получено слишком много сущностей из Викиданные. Количество загруженных сущностей: 500/500. |
| 12 | Верхний Четкер               | деревня | Получено слишком много сущностей из Викиданные. Количество загруженных сущностей: 500/500. |
| 13 | Верхний Шудзялуд             | деревня | Получено слишком много сущностей из Викиданные. Количество загруженных сущностей: 500/500. |
| 14 | Гордъяр                      | деревня | Получено слишком много сущностей из Викиданные. Количество загруженных сущностей: 500/500. |
| 15 | Дебёсы                       | село    | Получено слишком много сущностей из Викиданные. Количество загруженных сущностей: 500/500. |
| 16 | Дзилья                       | деревня | Получено слишком много сущностей из Викиданные. Количество загруженных сущностей: 500/500. |
| 17 | Жилые Дома Кирпичного Завода | посёлок | Получено слишком много сущностей из Викиданные. Количество загруженных сущностей: 500/500. |
| 18 | Заречная Медла               | деревня | Получено слишком много сущностей из Викиданные. Количество загруженных сущностей: 500/500. |
| 19 | Иваны                        | деревня | Получено слишком много сущностей из Викиданные. Количество загруженных сущностей: 500/500. |
| 20 | Ирым                         | деревня | Получено слишком много сущностей из Викиданные. Количество загруженных сущностей: 500/500. |
| 21 | Кедзя                        | деревня | Получено слишком много сущностей из Викиданные. Количество загруженных сущностей: 500/500. |
| 22 | Комары                       | деревня | Получено слишком много сущностей из Викиданные. Количество загруженных сущностей: 500/500. |
| 23 | Косолюк                      | деревня | Получено слишком много сущностей из Викиданные. Количество загруженных сущностей: 500/500. |
| 24 | Котегурт                     | деревня | Получено слишком много сущностей из Викиданные. Количество загруженных сущностей: 500/500. |
| 25 | Котешур                      | деревня | Получено слишком много сущностей из Викиданные. Количество загруженных сущностей: 500/500. |
| 26 | Леваньгурт                   | деревня | Получено слишком много сущностей из Викиданные. Количество загруженных сущностей: 500/500. |
| 27 | Легомувыр                    | деревня | Получено слишком много сущностей из Викиданные. Количество загруженных сущностей: 500/500. |
| 28 | Лесагурт                     | деревня | Получено слишком много сущностей из Викиданные. Количество загруженных сущностей: 500/500. |
| 29 | Лобаны                       | деревня | Получено слишком много сущностей из Викиданные. Количество загруженных сущностей: 500/500. |
| 30 | Малая Кизня                  | деревня | Получено слишком много сущностей из Викиданные. Количество загруженных сущностей: 500/500. |
| 31 | Малая Чепца                  | деревня | Получено слишком много сущностей из Викиданные. Количество загруженных сущностей: 500/500. |
| 32 | Малый Зетым                  | деревня | Получено слишком много сущностей из Викиданные. Количество загруженных сущностей: 500/500. |
| 33 | Марково                      | деревня | Получено слишком много сущностей из Викиданные. Количество загруженных сущностей: 500/500. |
| 34 | Наговицыно                   | деревня | Получено слишком много сущностей из Викиданные. Количество загруженных сущностей: 500/500. |
| 35 | Нижний Тыловай               | деревня | Получено слишком много сущностей из Викиданные. Количество загруженных сущностей: 500/500. |
| 36 | Нижний Шудзялуд              | деревня | Получено слишком много сущностей из Викиданные. Количество загруженных сущностей: 500/500. |
| 37 | Нижняя Пыхта                 | деревня | Получено слишком много сущностей из Викиданные. Количество загруженных сущностей: 500/500. |
| 38 | Новые Сири                   | деревня | Получено слишком много сущностей из Викиданные. Количество загруженных сущностей: 500/500. |
| 39 | Нюровай                      | деревня | Получено слишком много сущностей из Викиданные. Количество загруженных сущностей: 500/500. |
| 40 | Орехово                      | деревня | Получено слишком много сущностей из Викиданные. Количество загруженных сущностей: 500/500. |
| 41 | Портурнес                    | деревня | Получено слишком много сущностей из Викиданные. Количество загруженных сущностей: 500/500. |
| 42 | Роготнево                    | деревня | Получено слишком много сущностей из Викиданные. Количество загруженных сущностей: 500/500. |
| 43 | Сенькагурт                   | деревня | Получено слишком много сущностей из Викиданные. Количество загруженных сущностей: 500/500. |
| 44 | Смольники                    | деревня | Получено слишком много сущностей из Викиданные. Количество загруженных сущностей: 500/500. |
| 45 | Старый Зяногурт              | деревня | Получено слишком много сущностей из Викиданные. Количество загруженных сущностей: 500/500. |
| 46 | Старый Кыч                   | деревня | Получено слишком много сущностей из Викиданные. Количество загруженных сущностей: 500/500. |
| 47 | Сюрногурт                    | деревня | Получено слишком много сущностей из Викиданные. Количество загруженных сущностей: 500/500. |
| 48 | Такагурт                     | деревня | Получено слишком много сущностей из Викиданные. Количество загруженных сущностей: 500/500. |
| 49 | Тольен                       | деревня | Получено слишком много сущностей из Викиданные. Количество загруженных сущностей: 500/500. |
| 50 | Тольенский                   | починок | Получено слишком много сущностей из Викиданные. Количество загруженных сущностей: 500/500. |
| 51 | Турнес                       | деревня | Получено слишком много сущностей из Викиданные. Количество загруженных сущностей: 500/500. |
| 52 | Тыловай                      | село    | Получено слишком много сущностей из Викиданные. Количество загруженных сущностей: 500/500. |
| 53 | Удмуртский Лем               | деревня | Получено слишком много сущностей из Викиданные. Количество загруженных сущностей: 500/500. |
| 54 | Уйвай                        | деревня | Получено слишком много сущностей из Викиданные. Количество загруженных сущностей: 500/500. |
| 55 | Уйвай-Медла                  | деревня | Получено слишком много сущностей из Викиданные. Количество загруженных сущностей: 500/500. |
| 56 | Урдумошур                    | деревня | Получено слишком много сущностей из Викиданные. Количество загруженных сущностей: 500/500. |
| 57 | Усть-Медла                   | деревня | Получено слишком много сущностей из Викиданные. Количество загруженных сущностей: 500/500. |
| 58 | Чепык                        | деревня | Получено слишком много сущностей из Викиданные. Количество загруженных сущностей: 500/500. |
| 59 | Шуралуд                      | деревня | Получено слишком много сущностей из Викиданные. Количество загруженных сущностей: 500/500. |
| 60 | Ягвай                        | деревня | Получено слишком много сущностей из Викиданные. Количество загруженных сущностей: 500/500. |
| 61 | Ягвуково                     | деревня | Получено слишком много сущностей из Викиданные. Количество загруженных сущностей: 500/500. |

### Завьяловский (МО Завьяловский район)
| №   | Населённый пункт                        | Тип              | Население                                                                                  |
| --- | --------------------------------------- | ---------------- | ------------------------------------------------------------------------------------------ |
| 1   | Азино                                   | село             | Получено слишком много сущностей из Викиданные. Количество загруженных сущностей: 500/500. |
| 2   | Бабино                                  | село             | Получено слишком много сущностей из Викиданные. Количество загруженных сущностей: 500/500. |
| 3   | Байкузино                               | деревня          | Получено слишком много сущностей из Викиданные. Количество загруженных сущностей: 500/500. |
| 4   | Банное                                  | деревня          | Получено слишком много сущностей из Викиданные. Количество загруженных сущностей: 500/500. |
| 5   | Бахилы                                  | деревня          | Получено слишком много сущностей из Викиданные. Количество загруженных сущностей: 500/500. |
| 6   | Бахтияры                                | деревня          | Получено слишком много сущностей из Викиданные. Количество загруженных сущностей: 500/500. |
| 7   | Башур                                   | деревня          | Получено слишком много сущностей из Викиданные. Количество загруженных сущностей: 500/500. |
| 8   | Берёзка                                 | посёлок          | Получено слишком много сущностей из Викиданные. Количество загруженных сущностей: 500/500. |
| 9   | Болтачево                               | деревня          | Получено слишком много сущностей из Викиданные. Количество загруженных сущностей: 500/500. |
| 10  | Большая Венья                           | деревня          | Получено слишком много сущностей из Викиданные. Количество загруженных сущностей: 500/500. |
| 11  | Большая Докья                           | деревня          | Получено слишком много сущностей из Викиданные. Количество загруженных сущностей: 500/500. |
| 12  | Большой Кияик                           | деревня          | Получено слишком много сущностей из Викиданные. Количество загруженных сущностей: 500/500. |
| 13  | Вараксино                               | посёлок          | Получено слишком много сущностей из Викиданные. Количество загруженных сущностей: 500/500. |
| 14  | Верхний Женвай                          | деревня          | Получено слишком много сущностей из Викиданные. Количество загруженных сущностей: 500/500. |
| 15  | Верхний Люк                             | деревня          | Получено слишком много сущностей из Викиданные. Количество загруженных сущностей: 500/500. |
| 16  | Верхняя Лудзя                           | деревня          | Получено слишком много сущностей из Викиданные. Количество загруженных сущностей: 500/500. |
| 17  | Вожой                                   | деревня          | Получено слишком много сущностей из Викиданные. Количество загруженных сущностей: 500/500. |
| 18  | Вожойский                               | посёлок          | Получено слишком много сущностей из Викиданные. Количество загруженных сущностей: 500/500. |
| 19  | Вознесенский                            | починок          | Получено слишком много сущностей из Викиданные. Количество загруженных сущностей: 500/500. |
| 20  | Второй Ижевский лесопункт               | посёлок          | Получено слишком много сущностей из Викиданные. Количество загруженных сущностей: 500/500. |
| 21  | Гольяны                                 | село             | Получено слишком много сущностей из Викиданные. Количество загруженных сущностей: 500/500. |
| 22  | Динтем-Бодья                            | деревня          | Получено слишком много сущностей из Викиданные. Количество загруженных сущностей: 500/500. |
| 23  | Докша                                   | деревня          | Получено слишком много сущностей из Викиданные. Количество загруженных сущностей: 500/500. |
| 24  | Дома 45 км                              | населённый пункт | Получено слишком много сущностей из Викиданные. Количество загруженных сущностей: 500/500. |
| 25  | Дуброво                                 | деревня          | Получено слишком много сущностей из Викиданные. Количество загруженных сущностей: 500/500. |
| 26  | Жеребенки                               | деревня          | Получено слишком много сущностей из Викиданные. Количество загруженных сущностей: 500/500. |
| 27  | Забегалово                              | деревня          | Получено слишком много сущностей из Викиданные. Количество загруженных сущностей: 500/500. |
| 28  | Завьялово                               | село             | Получено слишком много сущностей из Викиданные. Количество загруженных сущностей: 500/500. |
| 29  | Истомино                                | деревня          | Получено слишком много сущностей из Викиданные. Количество загруженных сущностей: 500/500. |
| 30  | Италмас                                 | посёлок          | Получено слишком много сущностей из Викиданные. Количество загруженных сущностей: 500/500. |
| 31  | Кабаниха                                | посёлок          | Получено слишком много сущностей из Викиданные. Количество загруженных сущностей: 500/500. |
| 32  | Каменное                                | деревня          | Получено слишком много сущностей из Викиданные. Количество загруженных сущностей: 500/500. |
| 33  | Каравай-Норья                           | деревня          | Получено слишком много сущностей из Викиданные. Количество загруженных сущностей: 500/500. |
| 34  | Кашабеги                                | деревня          | Получено слишком много сущностей из Викиданные. Количество загруженных сущностей: 500/500. |
| 35  | Кетул                                   | деревня          | Получено слишком много сущностей из Викиданные. Количество загруженных сущностей: 500/500. |
| 36  | Кияик                                   | посёлок          | Получено слишком много сущностей из Викиданные. Количество загруженных сущностей: 500/500. |
| 37  | Козлово                                 | деревня          | Получено слишком много сущностей из Викиданные. Количество загруженных сущностей: 500/500. |
| 38  | Колюшево                                | деревня          | Получено слишком много сущностей из Викиданные. Количество загруженных сущностей: 500/500. |
| 39  | Коньки                                  | деревня          | Получено слишком много сущностей из Викиданные. Количество загруженных сущностей: 500/500. |
| 40  | Красный Кустарь                         | посёлок          | Получено слишком много сущностей из Викиданные. Количество загруженных сущностей: 500/500. |
| 41  | Крестовоздвиженское                     | деревня          | Получено слишком много сущностей из Викиданные. Количество загруженных сущностей: 500/500. |
| 42  | Кузили                                  | деревня          | Получено слишком много сущностей из Викиданные. Количество загруженных сущностей: 500/500. |
| 43  | Курегово                                | деревня          | Получено слишком много сущностей из Викиданные. Количество загруженных сущностей: 500/500. |
| 44  | Ленино                                  | деревня          | Получено слишком много сущностей из Викиданные. Количество загруженных сущностей: 500/500. |
| 45  | Лудзя-Норья                             | деревня          | Получено слишком много сущностей из Викиданные. Количество загруженных сущностей: 500/500. |
| 46  | Лудорвай                                | деревня          | Получено слишком много сущностей из Викиданные. Количество загруженных сущностей: 500/500. |
| 47  | Люк                                     | село             | Получено слишком много сущностей из Викиданные. Количество загруженных сущностей: 500/500. |
| 48  | Люкшудья                                | деревня          | Получено слишком много сущностей из Викиданные. Количество загруженных сущностей: 500/500. |
| 49  | Люкшудья                                | село             | Получено слишком много сущностей из Викиданные. Количество загруженных сущностей: 500/500. |
| 50  | Майский                                 | починок          | Получено слишком много сущностей из Викиданные. Количество загруженных сущностей: 500/500. |
| 51  | Макарово                                | деревня          | Получено слишком много сущностей из Викиданные. Количество загруженных сущностей: 500/500. |
| 52  | Малая Венья                             | деревня          | Получено слишком много сущностей из Викиданные. Количество загруженных сущностей: 500/500. |
| 53  | Малиново                                | деревня          | Получено слишком много сущностей из Викиданные. Количество загруженных сущностей: 500/500. |
| 54  | Мещеряки                                | деревня          | Получено слишком много сущностей из Викиданные. Количество загруженных сущностей: 500/500. |
| 55  | Мирный                                  | посёлок          | Получено слишком много сущностей из Викиданные. Количество загруженных сущностей: 500/500. |
| 56  | Михайловский                            | починок          | Получено слишком много сущностей из Викиданные. Количество загруженных сущностей: 500/500. |
| 57  | Можвай                                  | деревня          | Получено слишком много сущностей из Викиданные. Количество загруженных сущностей: 500/500. |
| 58  | Можвай                                  | посёлок          | Получено слишком много сущностей из Викиданные. Количество загруженных сущностей: 500/500. |
| 59  | Непременная Лудзя                       | деревня          | Получено слишком много сущностей из Викиданные. Количество загруженных сущностей: 500/500. |
| 60  | Нижний Вожой                            | деревня          | Получено слишком много сущностей из Викиданные. Количество загруженных сущностей: 500/500. |
| 61  | Никольское                              | деревня          | Получено слишком много сущностей из Викиданные. Количество загруженных сущностей: 500/500. |
| 62  | Новая Казмаска                          | деревня          | Получено слишком много сущностей из Викиданные. Количество загруженных сущностей: 500/500. |
| 63  | Новая Крестьянка                        | деревня          | Получено слишком много сущностей из Викиданные. Количество загруженных сущностей: 500/500. |
| 64  | Новое Мартьяново                        | деревня          | Получено слишком много сущностей из Викиданные. Количество загруженных сущностей: 500/500. |
| 65  | Новокварсинское                         | деревня          | Получено слишком много сущностей из Викиданные. Количество загруженных сущностей: 500/500. |
| 66  | Новомихайловский                        | починок          | Получено слишком много сущностей из Викиданные. Количество загруженных сущностей: 500/500. |
| 67  | Новые Марасаны                          | деревня          | Получено слишком много сущностей из Викиданные. Количество загруженных сущностей: 500/500. |
| 68  | Новый Сентег                            | деревня          | Получено слишком много сущностей из Викиданные. Количество загруженных сущностей: 500/500. |
| 69  | Новый Урал                              | деревня          | Получено слишком много сущностей из Викиданные. Количество загруженных сущностей: 500/500. |
| 70  | Новый Чультем                           | деревня          | Получено слишком много сущностей из Викиданные. Количество загруженных сущностей: 500/500. |
| 71  | Ожмос-Пурга                             | деревня          | Получено слишком много сущностей из Викиданные. Количество загруженных сущностей: 500/500. |
| 72  | Октябрьский                             | посёлок          | Получено слишком много сущностей из Викиданные. Количество загруженных сущностей: 500/500. |
| 73  | Орешники                                | посёлок          | Получено слишком много сущностей из Викиданные. Количество загруженных сущностей: 500/500. |
| 74  | Пальники                                | посёлок          | Получено слишком много сущностей из Викиданные. Количество загруженных сущностей: 500/500. |
| 75  | Первомайский                            | посёлок          | Получено слишком много сущностей из Викиданные. Количество загруженных сущностей: 500/500. |
| 76  | Пестовка                                | посёлок          | Получено слишком много сущностей из Викиданные. Количество загруженных сущностей: 500/500. |
| 77  | Петухи                                  | деревня          | Получено слишком много сущностей из Викиданные. Количество загруженных сущностей: 500/500. |
| 78  | Пивоварово                              | деревня          | Получено слишком много сущностей из Викиданные. Количество загруженных сущностей: 500/500. |
| 79  | Пиканы                                  | деревня          | Получено слишком много сущностей из Викиданные. Количество загруженных сущностей: 500/500. |
| 80  | Пирогово                                | деревня          | Получено слишком много сущностей из Викиданные. Количество загруженных сущностей: 500/500. |
| 81  | Поваренки                               | деревня          | Получено слишком много сущностей из Викиданные. Количество загруженных сущностей: 500/500. |
| 82  | Подлесный                               | посёлок          | Получено слишком много сущностей из Викиданные. Количество загруженных сущностей: 500/500. |
| 83  | Подшивалово                             | деревня          | Получено слишком много сущностей из Викиданные. Количество загруженных сущностей: 500/500. |
| 84  | Позимь                                  | посёлок          | Получено слишком много сущностей из Викиданные. Количество загруженных сущностей: 500/500. |
| 85  | Пойвай                                  | деревня          | Получено слишком много сущностей из Викиданные. Количество загруженных сущностей: 500/500. |
| 86  | Постол                                  | деревня          | Получено слишком много сущностей из Викиданные. Количество загруженных сущностей: 500/500. |
| 87  | Постол                                  | село             | Получено слишком много сущностей из Викиданные. Количество загруженных сущностей: 500/500. |
| 88  | Пычанки                                 | деревня          | Получено слишком много сущностей из Викиданные. Количество загруженных сущностей: 500/500. |
| 89  | Разъезд 13 узкоколейной железной дороги | починок          | Получено слишком много сущностей из Викиданные. Количество загруженных сущностей: 500/500. |
| 90  | Русские Бисарки                         | деревня          | Получено слишком много сущностей из Викиданные. Количество загруженных сущностей: 500/500. |
| 91  | Русский Вожой                           | деревня          | Получено слишком много сущностей из Викиданные. Количество загруженных сущностей: 500/500. |
| 92  | Садаковский                             | починок          | Получено слишком много сущностей из Викиданные. Количество загруженных сущностей: 500/500. |
| 93  | Сапарово                                | деревня          | Получено слишком много сущностей из Викиданные. Количество загруженных сущностей: 500/500. |
| 94  | Семёново                                | деревня          | Получено слишком много сущностей из Викиданные. Количество загруженных сущностей: 500/500. |
| 95  | Сентег                                  | деревня          | Получено слишком много сущностей из Викиданные. Количество загруженных сущностей: 500/500. |
| 96  | Сепыч                                   | деревня          | Получено слишком много сущностей из Викиданные. Количество загруженных сущностей: 500/500. |
| 97  | Сизево                                  | деревня          | Получено слишком много сущностей из Викиданные. Количество загруженных сущностей: 500/500. |
| 98  | Советско-Никольское                     | село             | Получено слишком много сущностей из Викиданные. Количество загруженных сущностей: 500/500. |
| 99  | Советско-Никольское лесничество         | починок          | Получено слишком много сущностей из Викиданные. Количество загруженных сущностей: 500/500. |
| 100 | Совхозный                               | посёлок          | Получено слишком много сущностей из Викиданные. Количество загруженных сущностей: 500/500. |
| 101 | Сокол                                   | посёлок          | Получено слишком много сущностей из Викиданные. Количество загруженных сущностей: 500/500. |
| 102 | Средний Постол                          | деревня          | Получено слишком много сущностей из Викиданные. Количество загруженных сущностей: 500/500. |
| 103 | Старая Казмаска                         | деревня          | Получено слишком много сущностей из Викиданные. Количество загруженных сущностей: 500/500. |
| 104 | Старое Мартьяново                       | деревня          | Получено слишком много сущностей из Викиданные. Количество загруженных сущностей: 500/500. |
| 105 | Старое Михайловское                     | деревня          | Получено слишком много сущностей из Викиданные. Количество загруженных сущностей: 500/500. |
| 106 | Старые Кены                             | деревня          | Получено слишком много сущностей из Викиданные. Количество загруженных сущностей: 500/500. |
| 107 | Старые Марасаны                         | деревня          | Получено слишком много сущностей из Викиданные. Количество загруженных сущностей: 500/500. |
| 108 | Старые Тукмачи                          | деревня          | Получено слишком много сущностей из Викиданные. Количество загруженных сущностей: 500/500. |
| 109 | Старый Бор                              | деревня          | Получено слишком много сущностей из Викиданные. Количество загруженных сущностей: 500/500. |
| 110 | Старый Сентег                           | деревня          | Получено слишком много сущностей из Викиданные. Количество загруженных сущностей: 500/500. |
| 111 | Старый Чультем                          | деревня          | Получено слишком много сущностей из Викиданные. Количество загруженных сущностей: 500/500. |
| 112 | Тихий Ключ                              | деревня          | Получено слишком много сущностей из Викиданные. Количество загруженных сущностей: 500/500. |
| 113 | Троицкое                                | деревня          | Получено слишком много сущностей из Викиданные. Количество загруженных сущностей: 500/500. |
| 114 | Ударник                                 | починок          | Получено слишком много сущностей из Викиданные. Количество загруженных сущностей: 500/500. |
| 115 | Успенский                               | починок          | Получено слишком много сущностей из Викиданные. Количество загруженных сущностей: 500/500. |
| 116 | Хохряки                                 | деревня          | Получено слишком много сущностей из Викиданные. Количество загруженных сущностей: 500/500. |
| 117 | Чемошур                                 | деревня          | Получено слишком много сущностей из Викиданные. Количество загруженных сущностей: 500/500. |
| 118 | Чепаниха                                | деревня          | Получено слишком много сущностей из Викиданные. Количество загруженных сущностей: 500/500. |
| 119 | Чужьялово                               | деревня          | Получено слишком много сущностей из Викиданные. Количество загруженных сущностей: 500/500. |
| 120 | Чукавинки                               | деревня          | Получено слишком много сущностей из Викиданные. Количество загруженных сущностей: 500/500. |
| 121 | Шабердино                               | деревня          | Получено слишком много сущностей из Викиданные. Количество загруженных сущностей: 500/500. |
| 122 | Шудья                                   | деревня          | Получено слишком много сущностей из Викиданные. Количество загруженных сущностей: 500/500. |
| 123 | Шурдымка                                | починок          | Получено слишком много сущностей из Викиданные. Количество загруженных сущностей: 500/500. |
| 124 | Юськи                                   | село             | Получено слишком много сущностей из Викиданные. Количество загруженных сущностей: 500/500. |
| 125 | Ягул                                    | село             | Получено слишком много сущностей из Викиданные. Количество загруженных сущностей: 500/500. |
| 126 | Якшур                                   | деревня          | Получено слишком много сущностей из Викиданные. Количество загруженных сущностей: 500/500. |

### Игринский (МО Игринский район)
| №   | Населённый пункт   | Тип     | Население                                                                                  |
| --- | ------------------ | ------- | ------------------------------------------------------------------------------------------ |
| 1   | Арлеть             | деревня | Получено слишком много сущностей из Викиданные. Количество загруженных сущностей: 500/500. |
| 2   | Байвал             | деревня | Получено слишком много сущностей из Викиданные. Количество загруженных сущностей: 500/500. |
| 3   | Бачкеево           | деревня | Получено слишком много сущностей из Викиданные. Количество загруженных сущностей: 500/500. |
| 4   | Башмаково          | деревня | Получено слишком много сущностей из Викиданные. Количество загруженных сущностей: 500/500. |
| 5   | Башмаково          | деревня | Получено слишком много сущностей из Викиданные. Количество загруженных сущностей: 500/500. |
| 6   | Бельское           | деревня | Получено слишком много сущностей из Викиданные. Количество загруженных сущностей: 500/500. |
| 7   | Беляевское         | деревня | Получено слишком много сущностей из Викиданные. Количество загруженных сущностей: 500/500. |
| 8   | Беризевыр          | деревня | Получено слишком много сущностей из Викиданные. Количество загруженных сущностей: 500/500. |
| 9   | Большая Пурга      | село    | Получено слишком много сущностей из Викиданные. Количество загруженных сущностей: 500/500. |
| 10  | Верхние Шорни      | деревня | Получено слишком много сущностей из Викиданные. Количество загруженных сущностей: 500/500. |
| 11  | Верхний Утем       | деревня | Получено слишком много сущностей из Викиданные. Количество загруженных сущностей: 500/500. |
| 12  | Верхний Чумой      | деревня | Получено слишком много сущностей из Викиданные. Количество загруженных сущностей: 500/500. |
| 13  | Верх-Нязь          | деревня | Получено слишком много сущностей из Викиданные. Количество загруженных сущностей: 500/500. |
| 14  | Вукобер            | деревня | Получено слишком много сущностей из Викиданные. Количество загруженных сущностей: 500/500. |
| 15  | Выжешур            | деревня | Получено слишком много сущностей из Викиданные. Количество загруженных сущностей: 500/500. |
| 16  | Выльгурт           | деревня | Получено слишком много сущностей из Викиданные. Количество загруженных сущностей: 500/500. |
| 17  | Выселок Кушья      | деревня | Получено слишком много сущностей из Викиданные. Количество загруженных сущностей: 500/500. |
| 18  | Гереево            | деревня | Получено слишком много сущностей из Викиданные. Количество загруженных сущностей: 500/500. |
| 19  | Годекшур           | деревня | Получено слишком много сущностей из Викиданные. Количество загруженных сущностей: 500/500. |
| 20  | Загребино          | деревня | Получено слишком много сущностей из Викиданные. Количество загруженных сущностей: 500/500. |
| 21  | Зура               | село    | Получено слишком много сущностей из Викиданные. Количество загруженных сущностей: 500/500. |
| 22  | Зуринский Шамардан | деревня | Получено слишком много сущностей из Викиданные. Количество загруженных сущностей: 500/500. |
| 23  | Зянтемошур         | деревня | Получено слишком много сущностей из Викиданные. Количество загруженных сущностей: 500/500. |
| 24  | Игра               | посёлок | Получено слишком много сущностей из Викиданные. Количество загруженных сущностей: 500/500. |
| 25  | Ильяпиево          | деревня | Получено слишком много сущностей из Викиданные. Количество загруженных сущностей: 500/500. |
| 26  | Искалмувыр         | деревня | Получено слишком много сущностей из Викиданные. Количество загруженных сущностей: 500/500. |
| 27  | Итадур             | деревня | Получено слишком много сущностей из Викиданные. Количество загруженных сущностей: 500/500. |
| 28  | Кабаново           | деревня | Получено слишком много сущностей из Викиданные. Количество загруженных сущностей: 500/500. |
| 29  | Кабачигурт         | деревня | Получено слишком много сущностей из Викиданные. Количество загруженных сущностей: 500/500. |
| 30  | Калиновка          | деревня | Получено слишком много сущностей из Викиданные. Количество загруженных сущностей: 500/500. |
| 31  | Калиновка          | село    | Получено слишком много сущностей из Викиданные. Количество загруженных сущностей: 500/500. |
| 32  | Каменцы            | деревня | Получено слишком много сущностей из Викиданные. Количество загруженных сущностей: 500/500. |
| 33  | Карачум            | деревня | Получено слишком много сущностей из Викиданные. Количество загруженных сущностей: 500/500. |
| 34  | Каргурезь          | деревня | Получено слишком много сущностей из Викиданные. Количество загруженных сущностей: 500/500. |
| 35  | Квардавозь         | деревня | Получено слишком много сущностей из Викиданные. Количество загруженных сущностей: 500/500. |
| 36  | Ключёвка           | деревня | Получено слишком много сущностей из Викиданные. Количество загруженных сущностей: 500/500. |
| 37  | Комсомолец         | деревня | Получено слишком много сущностей из Викиданные. Количество загруженных сущностей: 500/500. |
| 38  | Кузьмовыр          | деревня | Получено слишком много сущностей из Викиданные. Количество загруженных сущностей: 500/500. |
| 39  | Кук-Шамардан       | деревня | Получено слишком много сущностей из Викиданные. Количество загруженных сущностей: 500/500. |
| 40  | Кушья              | село    | Получено слишком много сущностей из Викиданные. Количество загруженных сущностей: 500/500. |
| 41  | Левая Кушья        | деревня | Получено слишком много сущностей из Викиданные. Количество загруженных сущностей: 500/500. |
| 42  | Лоза               | село    | Получено слишком много сущностей из Викиданные. Количество загруженных сущностей: 500/500. |
| 43  | Лоза               | деревня | Получено слишком много сущностей из Викиданные. Количество загруженных сущностей: 500/500. |
| 44  | Лозолюк            | деревня | Получено слишком много сущностей из Викиданные. Количество загруженных сущностей: 500/500. |
| 45  | Лонки-Ворцы        | деревня | Получено слишком много сущностей из Викиданные. Количество загруженных сущностей: 500/500. |
| 46  | Лудошур            | деревня | Получено слишком много сущностей из Викиданные. Количество загруженных сущностей: 500/500. |
| 47  | Лудяны             | деревня | Получено слишком много сущностей из Викиданные. Количество загруженных сущностей: 500/500. |
| 48  | Лужаны             | деревня | Получено слишком много сущностей из Викиданные. Количество загруженных сущностей: 500/500. |
| 49  | Лучик              | деревня | Получено слишком много сущностей из Викиданные. Количество загруженных сущностей: 500/500. |
| 50  | Лучиквай           | деревня | Получено слишком много сущностей из Викиданные. Количество загруженных сущностей: 500/500. |
| 51  | Люк                | деревня | Получено слишком много сущностей из Викиданные. Количество загруженных сущностей: 500/500. |
| 52  | Люквыр             | деревня | Получено слишком много сущностей из Викиданные. Количество загруженных сущностей: 500/500. |
| 53  | Ляльшур            | деревня | Получено слишком много сущностей из Викиданные. Количество загруженных сущностей: 500/500. |
| 54  | Магистральный      | посёлок | Получено слишком много сущностей из Викиданные. Количество загруженных сущностей: 500/500. |
| 55  | Максимовка         | деревня | Получено слишком много сущностей из Викиданные. Количество загруженных сущностей: 500/500. |
| 56  | Максимовка         | починок | Получено слишком много сущностей из Викиданные. Количество загруженных сущностей: 500/500. |
| 57  | Малые Мазьги       | деревня | Получено слишком много сущностей из Викиданные. Количество загруженных сущностей: 500/500. |
| 58  | Малягурт           | посёлок | Получено слишком много сущностей из Викиданные. Количество загруженных сущностей: 500/500. |
| 59  | Менил              | деревня | Получено слишком много сущностей из Викиданные. Количество загруженных сущностей: 500/500. |
| 60  | Менил              | село    | Получено слишком много сущностей из Викиданные. Количество загруженных сущностей: 500/500. |
| 61  | Михайловка         | деревня | Получено слишком много сущностей из Викиданные. Количество загруженных сущностей: 500/500. |
| 62  | Мочешур            | деревня | Получено слишком много сущностей из Викиданные. Количество загруженных сущностей: 500/500. |
| 63  | Мувыр              | деревня | Получено слишком много сущностей из Викиданные. Количество загруженных сущностей: 500/500. |
| 64  | Мужбер             | деревня | Получено слишком много сущностей из Викиданные. Количество загруженных сущностей: 500/500. |
| 65  | Мучи               | деревня | Получено слишком много сущностей из Викиданные. Количество загруженных сущностей: 500/500. |
| 66  | Нагорный           | посёлок | Получено слишком много сущностей из Викиданные. Количество загруженных сущностей: 500/500. |
| 67  | Нижние Шорни       | деревня | Получено слишком много сущностей из Викиданные. Количество загруженных сущностей: 500/500. |
| 68  | Николаевка         | деревня | Получено слишком много сущностей из Викиданные. Количество загруженных сущностей: 500/500. |
| 69  | Новоглазово        | деревня | Получено слишком много сущностей из Викиданные. Количество загруженных сущностей: 500/500. |
| 70  | Новые Зятцы        | село    | Получено слишком много сущностей из Викиданные. Количество загруженных сущностей: 500/500. |
| 71  | Нязь-Ворцы         | деревня | Получено слишком много сущностей из Викиданные. Количество загруженных сущностей: 500/500. |
| 72  | Оник-Ирым          | деревня | Получено слишком много сущностей из Викиданные. Количество загруженных сущностей: 500/500. |
| 73  | Пазяли             | деревня | Получено слишком много сущностей из Викиданные. Количество загруженных сущностей: 500/500. |
| 74  | Палым              | деревня | Получено слишком много сущностей из Викиданные. Количество загруженных сущностей: 500/500. |
| 75  | Палым              | деревня | Получено слишком много сущностей из Викиданные. Количество загруженных сущностей: 500/500. |
| 76  | Пежвай             | деревня | Получено слишком много сущностей из Викиданные. Количество загруженных сущностей: 500/500. |
| 77  | Пионерский         | выселок | Получено слишком много сущностей из Викиданные. Количество загруженных сущностей: 500/500. |
| 78  | Полянцы            | деревня | Получено слишком много сущностей из Викиданные. Количество загруженных сущностей: 500/500. |
| 79  | Порвай             | деревня | Получено слишком много сущностей из Викиданные. Количество загруженных сущностей: 500/500. |
| 80  | Правая Кушья       | деревня | Получено слишком много сущностей из Викиданные. Количество загруженных сущностей: 500/500. |
| 81  | Пургинский         | посёлок | Получено слишком много сущностей из Викиданные. Количество загруженных сущностей: 500/500. |
| 82  | Русская Лоза       | село    | Получено слишком много сущностей из Викиданные. Количество загруженных сущностей: 500/500. |
| 83  | Седойлуд           | деревня | Получено слишком много сущностей из Викиданные. Количество загруженных сущностей: 500/500. |
| 84  | Сектыр             | деревня | Получено слишком много сущностей из Викиданные. Количество загруженных сущностей: 500/500. |
| 85  | Сеп                | деревня | Получено слишком много сущностей из Викиданные. Количество загруженных сущностей: 500/500. |
| 86  | Сепож              | деревня | Получено слишком много сущностей из Викиданные. Количество загруженных сущностей: 500/500. |
| 87  | Сетпиево           | деревня | Получено слишком много сущностей из Викиданные. Количество загруженных сущностей: 500/500. |
| 88  | Сосновские Шорни   | деревня | Получено слишком много сущностей из Викиданные. Количество загруженных сущностей: 500/500. |
| 89  | Среднее Шадбегово  | деревня | Получено слишком много сущностей из Викиданные. Количество загруженных сущностей: 500/500. |
| 90  | Старое Шадбегово   | деревня | Получено слишком много сущностей из Викиданные. Количество загруженных сущностей: 500/500. |
| 91  | Сундошур           | деревня | Получено слишком много сущностей из Викиданные. Количество загруженных сущностей: 500/500. |
| 92  | Сундур             | деревня | Получено слишком много сущностей из Викиданные. Количество загруженных сущностей: 500/500. |
| 93  | Сюрсовайчик        | деревня | Получено слишком много сущностей из Викиданные. Количество загруженных сущностей: 500/500. |
| 94  | Туга               | деревня | Получено слишком много сущностей из Викиданные. Количество загруженных сущностей: 500/500. |
| 95  | Тугалуд            | деревня | Получено слишком много сущностей из Викиданные. Количество загруженных сущностей: 500/500. |
| 96  | Тупал Пурга        | деревня | Получено слишком много сущностей из Викиданные. Количество загруженных сущностей: 500/500. |
| 97  | Турел              | деревня | Получено слишком много сущностей из Викиданные. Количество загруженных сущностей: 500/500. |
| 98  | Тышур              | деревня | Получено слишком много сущностей из Викиданные. Количество загруженных сущностей: 500/500. |
| 99  | Тюптиево           | деревня | Получено слишком много сущностей из Викиданные. Количество загруженных сущностей: 500/500. |
| 100 | Тюптишурйыл        | деревня | Получено слишком много сущностей из Викиданные. Количество загруженных сущностей: 500/500. |
| 101 | Удмурт-Лоза        | деревня | Получено слишком много сущностей из Викиданные. Количество загруженных сущностей: 500/500. |
| 102 | Узырмон            | деревня | Получено слишком много сущностей из Викиданные. Количество загруженных сущностей: 500/500. |
| 103 | Унтем              | деревня | Получено слишком много сущностей из Викиданные. Количество загруженных сущностей: 500/500. |
| 104 | Устье Люк          | деревня | Получено слишком много сущностей из Викиданные. Количество загруженных сущностей: 500/500. |
| 105 | Факел              | село    | Получено слишком много сущностей из Викиданные. Количество загруженных сущностей: 500/500. |
| 106 | Чемошур            | деревня | Получено слишком много сущностей из Викиданные. Количество загруженных сущностей: 500/500. |
| 107 | Чечеги             | деревня | Получено слишком много сущностей из Викиданные. Количество загруженных сущностей: 500/500. |
| 108 | Чимошур            | деревня | Получено слишком много сущностей из Викиданные. Количество загруженных сущностей: 500/500. |
| 109 | Чумой              | село    | Получено слишком много сущностей из Викиданные. Количество загруженных сущностей: 500/500. |
| 110 | Чуралуд            | деревня | Получено слишком много сущностей из Викиданные. Количество загруженных сущностей: 500/500. |
| 111 | Чутырь             | село    | Получено слишком много сущностей из Викиданные. Количество загруженных сущностей: 500/500. |
| 112 | Шушангурт          | деревня | Получено слишком много сущностей из Викиданные. Количество загруженных сущностей: 500/500. |
| 113 | Юлайгурт           | деревня | Получено слишком много сущностей из Викиданные. Количество загруженных сущностей: 500/500. |

### Камбарский (МО Камбарский район)
| №  | Населённый пункт        | Тип              | Население                                                                                  |
| -- | ----------------------- | ---------------- | ------------------------------------------------------------------------------------------ |
| 1  | Армязь                  | станция          | Получено слишком много сущностей из Викиданные. Количество загруженных сущностей: 500/500. |
| 2  | Балаки                  | село             | Получено слишком много сущностей из Викиданные. Количество загруженных сущностей: 500/500. |
| 3  | Борок                   | посёлок          | Получено слишком много сущностей из Викиданные. Количество загруженных сущностей: 500/500. |
| 4  | Гоголи                  | деревня          | Получено слишком много сущностей из Викиданные. Количество загруженных сущностей: 500/500. |
| 5  | Дома 1152 км            | населённый пункт | Получено слишком много сущностей из Викиданные. Количество загруженных сущностей: 500/500. |
| 6  | Дома 1153 км            | населённый пункт | Получено слишком много сущностей из Викиданные. Количество загруженных сущностей: 500/500. |
| 7  | Дома 1155 км            | населённый пункт | Получено слишком много сущностей из Викиданные. Количество загруженных сущностей: 500/500. |
| 8  | Дома 1164 км            | населённый пункт | Получено слишком много сущностей из Викиданные. Количество загруженных сущностей: 500/500. |
| 9  | Ершовка                 | село             | Получено слишком много сущностей из Викиданные. Количество загруженных сущностей: 500/500. |
| 10 | Зелени                  | деревня          | Получено слишком много сущностей из Викиданные. Количество загруженных сущностей: 500/500. |
| 11 | Кама                    | село             | Получено слишком много сущностей из Викиданные. Количество загруженных сущностей: 500/500. |
| 12 | Камбарка                | город            | 10 080                                                                                     |
| 13 | Камское                 | село             | Получено слишком много сущностей из Викиданные. Количество загруженных сущностей: 500/500. |
| 14 | Мазунинское лесничество | деревня          | Получено слишком много сущностей из Викиданные. Количество загруженных сущностей: 500/500. |
| 15 | Михайловка              | село             | Получено слишком много сущностей из Викиданные. Количество загруженных сущностей: 500/500. |
| 16 | Нижний Армязь           | деревня          | Получено слишком много сущностей из Викиданные. Количество загруженных сущностей: 500/500. |
| 17 | Новокрещенка            | деревня          | Получено слишком много сущностей из Викиданные. Количество загруженных сущностей: 500/500. |
| 18 | Октябрьская             | деревня          | Получено слишком много сущностей из Викиданные. Количество загруженных сущностей: 500/500. |
| 19 | Савино                  | деревня          | Получено слишком много сущностей из Викиданные. Количество загруженных сущностей: 500/500. |
| 20 | Шолья                   | деревня          | Получено слишком много сущностей из Викиданные. Количество загруженных сущностей: 500/500. |
| 21 | Шолья                   | село             | Получено слишком много сущностей из Викиданные. Количество загруженных сущностей: 500/500. |

### Каракулинский (МО Каракулинский район)
| №  | Населённый пункт | Тип     | Население                                                                                  |
| -- | ---------------- | ------- | ------------------------------------------------------------------------------------------ |
| 1  | Арзамасцево      | село    | Получено слишком много сущностей из Викиданные. Количество загруженных сущностей: 500/500. |
| 2  | Боярка           | деревня | Получено слишком много сущностей из Викиданные. Количество загруженных сущностей: 500/500. |
| 3  | Быргында         | деревня | Получено слишком много сущностей из Викиданные. Количество загруженных сущностей: 500/500. |
| 4  | Вятское          | село    | Получено слишком много сущностей из Викиданные. Количество загруженных сущностей: 500/500. |
| 5  | Галаново         | село    | Получено слишком много сущностей из Викиданные. Количество загруженных сущностей: 500/500. |
| 6  | Гремячево        | деревня | Получено слишком много сущностей из Викиданные. Количество загруженных сущностей: 500/500. |
| 7  | Дубровка         | выселок | Получено слишком много сущностей из Викиданные. Количество загруженных сущностей: 500/500. |
| 8  | Ендовка          | деревня | Получено слишком много сущностей из Викиданные. Количество загруженных сущностей: 500/500. |
| 9  | Зуевы Ключи      | деревня | Получено слишком много сущностей из Викиданные. Количество загруженных сущностей: 500/500. |
| 10 | Каракулино       | село    | Получено слишком много сущностей из Викиданные. Количество загруженных сущностей: 500/500. |
| 11 | Клестово         | деревня | Получено слишком много сущностей из Викиданные. Количество загруженных сущностей: 500/500. |
| 12 | Колесниково      | село    | Получено слишком много сущностей из Викиданные. Количество загруженных сущностей: 500/500. |
| 13 | Котово           | деревня | Получено слишком много сущностей из Викиданные. Количество загруженных сущностей: 500/500. |
| 14 | Кудекса          | деревня | Получено слишком много сущностей из Викиданные. Количество загруженных сущностей: 500/500. |
| 15 | Кулюшево         | село    | Получено слишком много сущностей из Викиданные. Количество загруженных сущностей: 500/500. |
| 16 | Кухтино          | деревня | Получено слишком много сущностей из Викиданные. Количество загруженных сущностей: 500/500. |
| 17 | Малые Калмаши    | деревня | Получено слишком много сущностей из Викиданные. Количество загруженных сущностей: 500/500. |
| 18 | Марагино         | деревня | Получено слишком много сущностей из Викиданные. Количество загруженных сущностей: 500/500. |
| 19 | Новопоселенное   | село    | Получено слишком много сущностей из Викиданные. Количество загруженных сущностей: 500/500. |
| 20 | Ныргында         | деревня | Получено слишком много сущностей из Викиданные. Количество загруженных сущностей: 500/500. |
| 21 | Первомайск       | деревня | Получено слишком много сущностей из Викиданные. Количество загруженных сущностей: 500/500. |
| 22 | Пинязь           | деревня | Получено слишком много сущностей из Викиданные. Количество загруженных сущностей: 500/500. |
| 23 | Поповка          | деревня | Получено слишком много сущностей из Викиданные. Количество загруженных сущностей: 500/500. |
| 24 | Ромашкино        | деревня | Получено слишком много сущностей из Викиданные. Количество загруженных сущностей: 500/500. |
| 25 | Суханово         | деревня | Получено слишком много сущностей из Викиданные. Количество загруженных сущностей: 500/500. |
| 26 | Сухарево         | деревня | Получено слишком много сущностей из Викиданные. Количество загруженных сущностей: 500/500. |
| 27 | Усть-Бельск      | деревня | Получено слишком много сущностей из Викиданные. Количество загруженных сущностей: 500/500. |
| 28 | Усть-Сакла       | деревня | Получено слишком много сущностей из Викиданные. Количество загруженных сущностей: 500/500. |
| 29 | Чеганда          | село    | Получено слишком много сущностей из Викиданные. Количество загруженных сущностей: 500/500. |
| 30 | Черново          | село    | Получено слишком много сущностей из Викиданные. Количество загруженных сущностей: 500/500. |
| 31 | Шумшоры          | деревня | Получено слишком много сущностей из Викиданные. Количество загруженных сущностей: 500/500. |
| 32 | Юньга            | деревня | Получено слишком много сущностей из Викиданные. Количество загруженных сущностей: 500/500. |

### Кезский (МО Кезский район)
| №   | Населённый пункт | Тип     | Население                                                                                  |
| --- | ---------------- | ------- | ------------------------------------------------------------------------------------------ |
| 1   | Абраменки        | деревня | Получено слишком много сущностей из Викиданные. Количество загруженных сущностей: 500/500. |
| 2   | Абросята         | деревня | Получено слишком много сущностей из Викиданные. Количество загруженных сущностей: 500/500. |
| 3   | Адямигурт        | деревня | Получено слишком много сущностей из Викиданные. Количество загруженных сущностей: 500/500. |
| 4   | Акчашур          | деревня | Получено слишком много сущностей из Викиданные. Количество загруженных сущностей: 500/500. |
| 5   | Александрово     | село    | Получено слишком много сущностей из Викиданные. Количество загруженных сущностей: 500/500. |
| 6   | Андреевский      | починок | Получено слишком много сущностей из Викиданные. Количество загруженных сущностей: 500/500. |
| 7   | Анюшино          | деревня | Получено слишком много сущностей из Викиданные. Количество загруженных сущностей: 500/500. |
| 8   | Архипово         | деревня | Получено слишком много сущностей из Викиданные. Количество загруженных сущностей: 500/500. |
| 9   | Асан             | деревня | Получено слишком много сущностей из Викиданные. Количество загруженных сущностей: 500/500. |
| 10  | Балуй            | деревня | Получено слишком много сущностей из Викиданные. Количество загруженных сущностей: 500/500. |
| 11  | Бани             | деревня | Получено слишком много сущностей из Викиданные. Количество загруженных сущностей: 500/500. |
| 12  | Березники        | деревня | Получено слишком много сущностей из Викиданные. Количество загруженных сущностей: 500/500. |
| 13  | Большой Олып     | деревня | Получено слишком много сущностей из Викиданные. Количество загруженных сущностей: 500/500. |
| 14  | Брагино          | деревня | Получено слишком много сущностей из Викиданные. Количество загруженных сущностей: 500/500. |
| 15  | Бузмаки          | деревня | Получено слишком много сущностей из Викиданные. Количество загруженных сущностей: 500/500. |
| 16  | Ванялуд          | деревня | Получено слишком много сущностей из Викиданные. Количество загруженных сущностей: 500/500. |
| 17  | Верхний Пинькай  | деревня | Получено слишком много сущностей из Викиданные. Количество загруженных сущностей: 500/500. |
| 18  | Верхний Тортым   | деревня | Получено слишком много сущностей из Викиданные. Количество загруженных сущностей: 500/500. |
| 19  | Верхняя Дырпа    | деревня | Получено слишком много сущностей из Викиданные. Количество загруженных сущностей: 500/500. |
| 20  | Верх-Сыга        | деревня | Получено слишком много сущностей из Викиданные. Количество загруженных сущностей: 500/500. |
| 21  | Верх-Уди         | деревня | Получено слишком много сущностей из Викиданные. Количество загруженных сущностей: 500/500. |
| 22  | Вортча           | деревня | Получено слишком много сущностей из Викиданные. Количество загруженных сущностей: 500/500. |
| 23  | Гавшино          | деревня | Получено слишком много сущностей из Викиданные. Количество загруженных сущностей: 500/500. |
| 24  | Гладко           | деревня | Получено слишком много сущностей из Викиданные. Количество загруженных сущностей: 500/500. |
| 25  | Гонка            | деревня | Получено слишком много сущностей из Викиданные. Количество загруженных сущностей: 500/500. |
| 26  | Гулейшур         | деревня | Получено слишком много сущностей из Викиданные. Количество загруженных сущностей: 500/500. |
| 27  | Гуркошур         | деревня | Получено слишком много сущностей из Викиданные. Количество загруженных сущностей: 500/500. |
| 28  | Гыявыр           | деревня | Получено слишком много сущностей из Викиданные. Количество загруженных сущностей: 500/500. |
| 29  | Дома 1242 км     | деревня | Получено слишком много сущностей из Викиданные. Количество загруженных сущностей: 500/500. |
| 30  | Доронята         | деревня | Получено слишком много сущностей из Викиданные. Количество загруженных сущностей: 500/500. |
| 31  | Дырпа            | деревня | Получено слишком много сущностей из Викиданные. Количество загруженных сущностей: 500/500. |
| 32  | Егоры            | деревня | Получено слишком много сущностей из Викиданные. Количество загруженных сущностей: 500/500. |
| 33  | Ефимята          | деревня | Получено слишком много сущностей из Викиданные. Количество загруженных сущностей: 500/500. |
| 34  | Ефремово         | деревня | Получено слишком много сущностей из Викиданные. Количество загруженных сущностей: 500/500. |
| 35  | Желонка          | деревня | Получено слишком много сущностей из Викиданные. Количество загруженных сущностей: 500/500. |
| 36  | Желтопи          | деревня | Получено слишком много сущностей из Викиданные. Количество загруженных сущностей: 500/500. |
| 37  | Жерноково        | деревня | Получено слишком много сущностей из Викиданные. Количество загруженных сущностей: 500/500. |
| 38  | Жернопи          | деревня | Получено слишком много сущностей из Викиданные. Количество загруженных сущностей: 500/500. |
| 39  | Зинковский       | починок | Получено слишком много сущностей из Викиданные. Количество загруженных сущностей: 500/500. |
| 40  | Зючлуд           | деревня | Получено слишком много сущностей из Викиданные. Количество загруженных сущностей: 500/500. |
| 41  | Изошур           | деревня | Получено слишком много сущностей из Викиданные. Количество загруженных сущностей: 500/500. |
| 42  | Ильмово          | деревня | Получено слишком много сущностей из Викиданные. Количество загруженных сущностей: 500/500. |
| 43  | Ильявыр          | починок | Получено слишком много сущностей из Викиданные. Количество загруженных сущностей: 500/500. |
| 44  | Кабалуд          | посёлок | Получено слишком много сущностей из Викиданные. Количество загруженных сущностей: 500/500. |
| 45  | Кагушенки        | деревня | Получено слишком много сущностей из Викиданные. Количество загруженных сущностей: 500/500. |
| 46  | Калеман          | деревня | Получено слишком много сущностей из Викиданные. Количество загруженных сущностей: 500/500. |
| 47  | Камыжево         | деревня | Получено слишком много сущностей из Викиданные. Количество загруженных сущностей: 500/500. |
| 48  | Каракулино       | деревня | Получено слишком много сущностей из Викиданные. Количество загруженных сущностей: 500/500. |
| 49  | Кваляшур         | деревня | Получено слишком много сущностей из Викиданные. Количество загруженных сущностей: 500/500. |
| 50  | Квасер           | деревня | Получено слишком много сущностей из Викиданные. Количество загруженных сущностей: 500/500. |
| 51  | Кез              | посёлок | Получено слишком много сущностей из Викиданные. Количество загруженных сущностей: 500/500. |
| 52  | Кездур           | деревня | Получено слишком много сущностей из Викиданные. Количество загруженных сущностей: 500/500. |
| 53  | Киренки          | деревня | Получено слишком много сущностей из Викиданные. Количество загруженных сущностей: 500/500. |
| 54  | Ключевское       | деревня | Получено слишком много сущностей из Викиданные. Количество загруженных сущностей: 500/500. |
| 55  | Ключи            | посёлок | Получено слишком много сущностей из Викиданные. Количество загруженных сущностей: 500/500. |
| 56  | Ковалево         | деревня | Получено слишком много сущностей из Викиданные. Количество загруженных сущностей: 500/500. |
| 57  | Коркаяг          | починок | Получено слишком много сущностей из Викиданные. Количество загруженных сущностей: 500/500. |
| 58  | Косогор          | деревня | Получено слишком много сущностей из Викиданные. Количество загруженных сущностей: 500/500. |
| 59  | Костым           | деревня | Получено слишком много сущностей из Викиданные. Количество загруженных сущностей: 500/500. |
| 60  | Крутой Лог       | деревня | Получено слишком много сущностей из Викиданные. Количество загруженных сущностей: 500/500. |
| 61  | Кузьма           | деревня | Получено слишком много сущностей из Викиданные. Количество загруженных сущностей: 500/500. |
| 62  | Кузьма           | село    | Получено слишком много сущностей из Викиданные. Количество загруженных сущностей: 500/500. |
| 63  | Кулига           | село    | Получено слишком много сущностей из Викиданные. Количество загруженных сущностей: 500/500. |
| 64  | Левино           | деревня | Получено слишком много сущностей из Викиданные. Количество загруженных сущностей: 500/500. |
| 65  | Левиногарь       | деревня | Получено слишком много сущностей из Викиданные. Количество загруженных сущностей: 500/500. |
| 66  | Левятский        | починок | Получено слишком много сущностей из Викиданные. Количество загруженных сущностей: 500/500. |
| 67  | Липовка          | деревня | Получено слишком много сущностей из Викиданные. Количество загруженных сущностей: 500/500. |
| 68  | Лудъяг           | деревня | Получено слишком много сущностей из Викиданные. Количество загруженных сущностей: 500/500. |
| 69  | Лызмувыр         | деревня | Получено слишком много сущностей из Викиданные. Количество загруженных сущностей: 500/500. |
| 70  | Лып-Булатово     | деревня | Получено слишком много сущностей из Викиданные. Количество загруженных сущностей: 500/500. |
| 71  | Майоры           | деревня | Получено слишком много сущностей из Викиданные. Количество загруженных сущностей: 500/500. |
| 72  | Малое Медло      | деревня | Получено слишком много сущностей из Викиданные. Количество загруженных сущностей: 500/500. |
| 73  | Малый Олып       | деревня | Получено слишком много сущностей из Викиданные. Количество загруженных сущностей: 500/500. |
| 74  | Малый Полом      | деревня | Получено слишком много сущностей из Викиданные. Количество загруженных сущностей: 500/500. |
| 75  | Малый Пужмезь    | деревня | Получено слишком много сущностей из Викиданные. Количество загруженных сущностей: 500/500. |
| 76  | Матысьлуд        | деревня | Получено слишком много сущностей из Викиданные. Количество загруженных сущностей: 500/500. |
| 77  | Медьма           | деревня | Получено слишком много сущностей из Викиданные. Количество загруженных сущностей: 500/500. |
| 78  | Медьма           | деревня | Получено слишком много сущностей из Викиданные. Количество загруженных сущностей: 500/500. |
| 79  | Митенки          | деревня | Получено слишком много сущностей из Викиданные. Количество загруженных сущностей: 500/500. |
| 80  | Мысы             | деревня | Получено слишком много сущностей из Викиданные. Количество загруженных сущностей: 500/500. |
| 81  | Надежда          | деревня | Получено слишком много сущностей из Викиданные. Количество загруженных сущностей: 500/500. |
| 82  | Нижний Пинькай   | деревня | Получено слишком много сущностей из Викиданные. Количество загруженных сущностей: 500/500. |
| 83  | Никитино         | деревня | Получено слишком много сущностей из Викиданные. Количество загруженных сущностей: 500/500. |
| 84  | Новая Гыя        | деревня | Получено слишком много сущностей из Викиданные. Количество загруженных сущностей: 500/500. |
| 85  | Новый Пажман     | деревня | Получено слишком много сущностей из Викиданные. Количество загруженных сущностей: 500/500. |
| 86  | Новый Унтем      | деревня | Получено слишком много сущностей из Викиданные. Количество загруженных сущностей: 500/500. |
| 87  | Озон             | деревня | Получено слишком много сущностей из Викиданные. Количество загруженных сущностей: 500/500. |
| 88  | Орешата          | деревня | Получено слишком много сущностей из Викиданные. Количество загруженных сущностей: 500/500. |
| 89  | Осеньчуги        | деревня | Получено слишком много сущностей из Викиданные. Количество загруженных сущностей: 500/500. |
| 90  | Пажман           | починок | Получено слишком много сущностей из Викиданные. Количество загруженных сущностей: 500/500. |
| 91  | Петроконово      | деревня | Получено слишком много сущностей из Викиданные. Количество загруженных сущностей: 500/500. |
| 92  | Пикша            | деревня | Получено слишком много сущностей из Викиданные. Количество загруженных сущностей: 500/500. |
| 93  | Подшур           | деревня | Получено слишком много сущностей из Викиданные. Количество загруженных сущностей: 500/500. |
| 94  | Полом            | село    | Получено слишком много сущностей из Викиданные. Количество загруженных сущностей: 500/500. |
| 95  | Поломское        | посёлок | Получено слишком много сущностей из Викиданные. Количество загруженных сущностей: 500/500. |
| 96  | Пронята          | деревня | Получено слишком много сущностей из Викиданные. Количество загруженных сущностей: 500/500. |
| 97  | Пужмезь          | деревня | Получено слишком много сущностей из Викиданные. Количество загруженных сущностей: 500/500. |
| 98  | Русский Зязьгор  | деревня | Получено слишком много сущностей из Викиданные. Количество загруженных сущностей: 500/500. |
| 99  | Саватята         | деревня | Получено слишком много сущностей из Викиданные. Количество загруженных сущностей: 500/500. |
| 100 | Самки            | деревня | Получено слишком много сущностей из Викиданные. Количество загруженных сущностей: 500/500. |
| 101 | Сидоры           | деревня | Получено слишком много сущностей из Викиданные. Количество загруженных сущностей: 500/500. |
| 102 | Симаченки        | починок | Получено слишком много сущностей из Викиданные. Количество загруженных сущностей: 500/500. |
| 103 | Сосновый Бор     | деревня | Получено слишком много сущностей из Викиданные. Количество загруженных сущностей: 500/500. |
| 104 | Спиреныши        | деревня | Получено слишком много сущностей из Викиданные. Количество загруженных сущностей: 500/500. |
| 105 | Старая Гыя       | деревня | Получено слишком много сущностей из Викиданные. Количество загруженных сущностей: 500/500. |
| 106 | Старый Пажман    | деревня | Получено слишком много сущностей из Викиданные. Количество загруженных сущностей: 500/500. |
| 107 | Старый Унтем     | деревня | Получено слишком много сущностей из Викиданные. Количество загруженных сущностей: 500/500. |
| 108 | Стеньгурт        | деревня | Получено слишком много сущностей из Викиданные. Количество загруженных сущностей: 500/500. |
| 109 | Степанёнки       | деревня | Получено слишком много сущностей из Викиданные. Количество загруженных сущностей: 500/500. |
| 110 | Сурдовай         | деревня | Получено слишком много сущностей из Викиданные. Количество загруженных сущностей: 500/500. |
| 111 | Сыга I           | деревня | Получено слишком много сущностей из Викиданные. Количество загруженных сущностей: 500/500. |
| 112 | Сыга II          | деревня | Получено слишком много сущностей из Викиданные. Количество загруженных сущностей: 500/500. |
| 113 | Сыга III         | деревня | Получено слишком много сущностей из Викиданные. Количество загруженных сущностей: 500/500. |
| 114 | Сюрзи            | деревня | Получено слишком много сущностей из Викиданные. Количество загруженных сущностей: 500/500. |
| 115 | Тамаченки        | деревня | Получено слишком много сущностей из Викиданные. Количество загруженных сущностей: 500/500. |
| 116 | Таненки          | деревня | Получено слишком много сущностей из Викиданные. Количество загруженных сущностей: 500/500. |
| 117 | Тимены           | деревня | Получено слишком много сущностей из Викиданные. Количество загруженных сущностей: 500/500. |
| 118 | Тольен           | деревня | Получено слишком много сущностей из Викиданные. Количество загруженных сущностей: 500/500. |
| 119 | Тортым           | деревня | Получено слишком много сущностей из Викиданные. Количество загруженных сущностей: 500/500. |
| 120 | Тылошур          | деревня | Получено слишком много сущностей из Викиданные. Количество загруженных сущностей: 500/500. |
| 121 | Уди              | деревня | Получено слишком много сущностей из Викиданные. Количество загруженных сущностей: 500/500. |
| 122 | Удмурт-Зязьгор   | село    | Получено слишком много сущностей из Викиданные. Количество загруженных сущностей: 500/500. |
| 123 | Фарафоново       | деревня | Получено слишком много сущностей из Викиданные. Количество загруженных сущностей: 500/500. |
| 124 | Филинцы          | деревня | Получено слишком много сущностей из Викиданные. Количество загруженных сущностей: 500/500. |
| 125 | Фокай            | деревня | Получено слишком много сущностей из Викиданные. Количество загруженных сущностей: 500/500. |
| 126 | Чекшур           | деревня | Получено слишком много сущностей из Викиданные. Количество загруженных сущностей: 500/500. |
| 127 | Чепца            | село    | Получено слишком много сущностей из Викиданные. Количество загруженных сущностей: 500/500. |
| 128 | Чурино           | деревня | Получено слишком много сущностей из Викиданные. Количество загруженных сущностей: 500/500. |
| 129 | Шуралуд          | деревня | Получено слишком много сущностей из Викиданные. Количество загруженных сущностей: 500/500. |
| 130 | Юклята           | деревня | Получено слишком много сущностей из Викиданные. Количество загруженных сущностей: 500/500. |
| 131 | Юклята           | деревня | Получено слишком много сущностей из Викиданные. Количество загруженных сущностей: 500/500. |
| 132 | Юрук             | деревня | Получено слишком много сущностей из Викиданные. Количество загруженных сущностей: 500/500. |
| 133 | Юски             | село    | Получено слишком много сущностей из Викиданные. Количество загруженных сущностей: 500/500. |
| 134 | Ю-Тольен         | деревня | Получено слишком много сущностей из Викиданные. Количество загруженных сущностей: 500/500. |
| 135 | Ю-Чабья          | деревня | Получено слишком много сущностей из Викиданные. Количество загруженных сущностей: 500/500. |
| 136 | Ярунь            | деревня | Получено слишком много сущностей из Викиданные. Количество загруженных сущностей: 500/500. |

### Кизнерский (МО Кизнерский район)
| №  | Населённый пункт   | Тип              | Население                                                                                  |
| -- | ------------------ | ---------------- | ------------------------------------------------------------------------------------------ |
| 1  | 140 Квартал        | посёлок          | Получено слишком много сущностей из Викиданные. Количество загруженных сущностей: 500/500. |
| 2  | Айдуан-Чабья       | деревня          | Получено слишком много сущностей из Викиданные. Количество загруженных сущностей: 500/500. |
| 3  | Айшур              | деревня          | Получено слишком много сущностей из Викиданные. Количество загруженных сущностей: 500/500. |
| 4  | Аравазь-Пельга     | деревня          | Получено слишком много сущностей из Викиданные. Количество загруженных сущностей: 500/500. |
| 5  | Асинер             | деревня          | Получено слишком много сущностей из Викиданные. Количество загруженных сущностей: 500/500. |
| 6  | Бажениха           | деревня          | Получено слишком много сущностей из Викиданные. Количество загруженных сущностей: 500/500. |
| 7  | Балдейка           | село             | Получено слишком много сущностей из Викиданные. Количество загруженных сущностей: 500/500. |
| 8  | Батырево           | деревня          | Получено слишком много сущностей из Викиданные. Количество загруженных сущностей: 500/500. |
| 9  | Безменшур          | деревня          | Получено слишком много сущностей из Викиданные. Количество загруженных сущностей: 500/500. |
| 10 | Бемыж              | село             | Получено слишком много сущностей из Викиданные. Количество загруженных сущностей: 500/500. |
| 11 | Бертло             | деревня          | Получено слишком много сущностей из Викиданные. Количество загруженных сущностей: 500/500. |
| 12 | Васильево          | село             | Получено слишком много сущностей из Викиданные. Количество загруженных сущностей: 500/500. |
| 13 | Верхний Бемыж      | деревня          | Получено слишком много сущностей из Викиданные. Количество загруженных сущностей: 500/500. |
| 14 | Верхний Мултан     | деревня          | Получено слишком много сущностей из Викиданные. Количество загруженных сущностей: 500/500. |
| 15 | Верхняя Кусо-Какся | деревня          | Получено слишком много сущностей из Викиданные. Количество загруженных сущностей: 500/500. |
| 16 | Верхняя Муркозь    | деревня          | Получено слишком много сущностей из Викиданные. Количество загруженных сущностей: 500/500. |
| 17 | Верхняя Тыжма      | деревня          | Получено слишком много сущностей из Викиданные. Количество загруженных сущностей: 500/500. |
| 18 | Вичурка            | деревня          | Получено слишком много сущностей из Викиданные. Количество загруженных сущностей: 500/500. |
| 19 | Гозношур           | деревня          | Получено слишком много сущностей из Викиданные. Количество загруженных сущностей: 500/500. |
| 20 | Городилово         | деревня          | Получено слишком много сущностей из Викиданные. Количество загруженных сущностей: 500/500. |
| 21 | Гучин-Бодья        | деревня          | Получено слишком много сущностей из Викиданные. Количество загруженных сущностей: 500/500. |
| 22 | Гыбдан             | деревня          | Получено слишком много сущностей из Викиданные. Количество загруженных сущностей: 500/500. |
| 23 | Дома 993 км        | населённый пункт | Получено слишком много сущностей из Викиданные. Количество загруженных сущностей: 500/500. |
| 24 | Кибья              | село             | Получено слишком много сущностей из Викиданные. Количество загруженных сущностей: 500/500. |
| 25 | Кизнер             | посёлок          | Получено слишком много сущностей из Викиданные. Количество загруженных сущностей: 500/500. |
| 26 | Кизнер             | село             | Получено слишком много сущностей из Викиданные. Количество загруженных сущностей: 500/500. |
| 27 | Коммуна            | починок          | Получено слишком много сущностей из Викиданные. Количество загруженных сущностей: 500/500. |
| 28 | Короленко          | село             | Получено слишком много сущностей из Викиданные. Количество загруженных сущностей: 500/500. |
| 29 | Кочетло            | деревня          | Получено слишком много сущностей из Викиданные. Количество загруженных сущностей: 500/500. |
| 30 | Крымская Слудка    | село             | Получено слишком много сущностей из Викиданные. Количество загруженных сущностей: 500/500. |
| 31 | Кузнерка           | деревня          | Получено слишком много сущностей из Викиданные. Количество загруженных сущностей: 500/500. |
| 32 | Лака-Тыжма         | деревня          | Получено слишком много сущностей из Викиданные. Количество загруженных сущностей: 500/500. |
| 33 | Лыштанка           | деревня          |                                                                                            |
| 34 | Макан-Пельга       | деревня          | Получено слишком много сущностей из Викиданные. Количество загруженных сущностей: 500/500. |
| 35 | Марийский Сарамак  | деревня          | Получено слишком много сущностей из Викиданные. Количество загруженных сущностей: 500/500. |
| 36 | Мултан             | деревня          | Получено слишком много сущностей из Викиданные. Количество загруженных сущностей: 500/500. |
| 37 | Муркозь-Омга       | деревня          | Получено слишком много сущностей из Викиданные. Количество загруженных сущностей: 500/500. |
| 38 | Нижняя Чабья       | деревня          | Получено слишком много сущностей из Викиданные. Количество загруженных сущностей: 500/500. |
| 39 | Новая Заря         | деревня          | Получено слишком много сущностей из Викиданные. Количество загруженных сущностей: 500/500. |
| 40 | Новая Пандерка     | деревня          | Получено слишком много сущностей из Викиданные. Количество загруженных сущностей: 500/500. |
| 41 | Новотроицкое       | деревня          | Получено слишком много сущностей из Викиданные. Количество загруженных сущностей: 500/500. |
| 42 | Новый Бурнак       | деревня          | Получено слишком много сущностей из Викиданные. Количество загруженных сущностей: 500/500. |
| 43 | Новый Мултан       | деревня          | Получено слишком много сущностей из Викиданные. Количество загруженных сущностей: 500/500. |
| 44 | Новый Трык         | деревня          | Получено слишком много сущностей из Викиданные. Количество загруженных сущностей: 500/500. |
| 45 | Носов              | починок          | Получено слишком много сущностей из Викиданные. Количество загруженных сущностей: 500/500. |
| 46 | Ныша               | деревня          | Получено слишком много сущностей из Викиданные. Количество загруженных сущностей: 500/500. |
| 47 | Полько             | село             | Получено слишком много сущностей из Викиданные. Количество загруженных сущностей: 500/500. |
| 48 | Поляково           | деревня          | Получено слишком много сущностей из Викиданные. Количество загруженных сущностей: 500/500. |
| 49 | Русская Коса       | деревня          | Получено слишком много сущностей из Викиданные. Количество загруженных сущностей: 500/500. |
| 50 | Русский Сарамак    | деревня          | Получено слишком много сущностей из Викиданные. Количество загруженных сущностей: 500/500. |
| 51 | Саркуз             | деревня          | Получено слишком много сущностей из Викиданные. Количество загруженных сущностей: 500/500. |
| 52 | Саркуз             | станция          | Получено слишком много сущностей из Викиданные. Количество загруженных сущностей: 500/500. |
| 53 | Синяр-Бодья        | деревня          | Получено слишком много сущностей из Викиданные. Количество загруженных сущностей: 500/500. |
| 54 | Средняя Тыжма      | деревня          | Получено слишком много сущностей из Викиданные. Количество загруженных сущностей: 500/500. |
| 55 | Старая Бодья       | деревня          | Получено слишком много сущностей из Викиданные. Количество загруженных сущностей: 500/500. |
| 56 | Старая Омга        | деревня          | Получено слишком много сущностей из Викиданные. Количество загруженных сущностей: 500/500. |
| 57 | Старые Копки       | деревня          | Получено слишком много сущностей из Викиданные. Количество загруженных сущностей: 500/500. |
| 58 | Старый Аргабаш     | деревня          | Получено слишком много сущностей из Викиданные. Количество загруженных сущностей: 500/500. |
| 59 | Старый Кармыж      | деревня          | Получено слишком много сущностей из Викиданные. Количество загруженных сущностей: 500/500. |
| 60 | Старый Трык        | деревня          | Получено слишком много сущностей из Викиданные. Количество загруженных сущностей: 500/500. |
| 61 | Старый Ягул        | деревня          | Получено слишком много сущностей из Викиданные. Количество загруженных сущностей: 500/500. |
| 62 | Сюлонер-Юмья       | деревня          | Получено слишком много сущностей из Викиданные. Количество загруженных сущностей: 500/500. |
| 63 | Тузьмо-Чабья       | деревня          | Получено слишком много сущностей из Викиданные. Количество загруженных сущностей: 500/500. |
| 64 | Удмуртский Сарамак | деревня          | Получено слишком много сущностей из Викиданные. Количество загруженных сущностей: 500/500. |
| 65 | Уч-Пучто           | деревня          | Получено слишком много сущностей из Викиданные. Количество загруженных сущностей: 500/500. |
| 66 | Черново            | деревня          | Получено слишком много сущностей из Викиданные. Количество загруженных сущностей: 500/500. |
| 67 | Чуштаськем         | деревня          | Получено слишком много сущностей из Викиданные. Количество загруженных сущностей: 500/500. |
| 68 | Ягул               | деревня          | Получено слишком много сущностей из Викиданные. Количество загруженных сущностей: 500/500. |
| 69 | Ямайкино           | деревня          | Получено слишком много сущностей из Викиданные. Количество загруженных сущностей: 500/500. |
| 70 | Ямушан-Ключи       | деревня          | Получено слишком много сущностей из Викиданные. Количество загруженных сущностей: 500/500. |

### Киясовский (МО Киясовский район)
| №  | Населённый пункт    | Тип     | Население                                                                                  |
| -- | ------------------- | ------- | ------------------------------------------------------------------------------------------ |
| 1  | Аксарино            | деревня | Получено слишком много сущностей из Викиданные. Количество загруженных сущностей: 500/500. |
| 2  | Атабаево            | деревня | Получено слишком много сущностей из Викиданные. Количество загруженных сущностей: 500/500. |
| 3  | Байсары             | деревня | Получено слишком много сущностей из Викиданные. Количество загруженных сущностей: 500/500. |
| 4  | Верхняя Малая Салья | деревня | Получено слишком много сущностей из Викиданные. Количество загруженных сущностей: 500/500. |
| 5  | Данилово            | село    | Получено слишком много сущностей из Викиданные. Количество загруженных сущностей: 500/500. |
| 6  | Дубровский          | деревня | Получено слишком много сущностей из Викиданные. Количество загруженных сущностей: 500/500. |
| 7  | Ермолаево           | село    | Получено слишком много сущностей из Викиданные. Количество загруженных сущностей: 500/500. |
| 8  | Игрово              | деревня | Получено слишком много сущностей из Викиданные. Количество загруженных сущностей: 500/500. |
| 9  | Ильдибаево          | село    | Получено слишком много сущностей из Викиданные. Количество загруженных сущностей: 500/500. |
| 10 | Кады-Салья          | деревня | Получено слишком много сущностей из Викиданные. Количество загруженных сущностей: 500/500. |
| 11 | Калашур             | деревня | Получено слишком много сущностей из Викиданные. Количество загруженных сущностей: 500/500. |
| 12 | Карамас-Пельга      | деревня | Получено слишком много сущностей из Викиданные. Количество загруженных сущностей: 500/500. |
| 13 | Киясово             | село    | Получено слишком много сущностей из Викиданные. Количество загруженных сущностей: 500/500. |
| 14 | Косолапово          | деревня | Получено слишком много сущностей из Викиданные. Количество загруженных сущностей: 500/500. |
| 15 | Кумырса             | деревня | Получено слишком много сущностей из Викиданные. Количество загруженных сущностей: 500/500. |
| 16 | Лутоха              | деревня | Получено слишком много сущностей из Викиданные. Количество загруженных сущностей: 500/500. |
| 17 | Малое Киясово       | деревня | Получено слишком много сущностей из Викиданные. Количество загруженных сущностей: 500/500. |
| 18 | Михайловск          | посёлок | Получено слишком много сущностей из Викиданные. Количество загруженных сущностей: 500/500. |
| 19 | Мушак               | село    | Получено слишком много сущностей из Викиданные. Количество загруженных сущностей: 500/500. |
| 20 | Нижняя Малая Салья  | деревня | Получено слишком много сущностей из Викиданные. Количество загруженных сущностей: 500/500. |
| 21 | Первомайский        | село    | Получено слишком много сущностей из Викиданные. Количество загруженных сущностей: 500/500. |
| 22 | Подгорное           | посёлок | Получено слишком много сущностей из Викиданные. Количество загруженных сущностей: 500/500. |
| 23 | Пушин Мыс           | деревня | Получено слишком много сущностей из Викиданные. Количество загруженных сущностей: 500/500. |
| 24 | Сабанчино           | деревня | Получено слишком много сущностей из Викиданные. Количество загруженных сущностей: 500/500. |
| 25 | Санниково           | деревня | Получено слишком много сущностей из Викиданные. Количество загруженных сущностей: 500/500. |
| 26 | Старая Салья        | деревня | Получено слишком много сущностей из Викиданные. Количество загруженных сущностей: 500/500. |
| 27 | Сутягино            | деревня | Получено слишком много сущностей из Викиданные. Количество загруженных сущностей: 500/500. |
| 28 | Тавзямал            | деревня | Получено слишком много сущностей из Викиданные. Количество загруженных сущностей: 500/500. |
| 29 | Тимеево             | село    | Получено слишком много сущностей из Викиданные. Количество загруженных сущностей: 500/500. |
| 30 | Троеглазово         | посёлок | Получено слишком много сущностей из Викиданные. Количество загруженных сущностей: 500/500. |
| 31 | Унур-Киясово        | деревня | Получено слишком много сущностей из Викиданные. Количество загруженных сущностей: 500/500. |
| 32 | Чувашайка           | деревня | Получено слишком много сущностей из Викиданные. Количество загруженных сущностей: 500/500. |
| 33 | Шихостанка          | посёлок | Получено слишком много сущностей из Викиданные. Количество загруженных сущностей: 500/500. |
| 34 | Яжбахтино           | село    | Получено слишком много сущностей из Викиданные. Количество загруженных сущностей: 500/500. |

### Красногорский (МО Красногорский район)
| №  | Населённый пункт  | Тип     | Население                                                                                  |
| -- | ----------------- | ------- | ------------------------------------------------------------------------------------------ |
| 1  | Агриколь          | деревня | Получено слишком много сущностей из Викиданные. Количество загруженных сущностей: 500/500. |
| 2  | Артык             | деревня | Получено слишком много сущностей из Викиданные. Количество загруженных сущностей: 500/500. |
| 3  | Архангельское     | село    | Получено слишком много сущностей из Викиданные. Количество загруженных сущностей: 500/500. |
| 4  | Багыр             | деревня | Получено слишком много сущностей из Викиданные. Количество загруженных сущностей: 500/500. |
| 5  | Бараны            | деревня | Получено слишком много сущностей из Викиданные. Количество загруженных сущностей: 500/500. |
| 6  | Бараны            | деревня | Получено слишком много сущностей из Викиданные. Количество загруженных сущностей: 500/500. |
| 7  | Большая Игра      | деревня | Получено слишком много сущностей из Викиданные. Количество загруженных сущностей: 500/500. |
| 8  | Большие Чуваши    | деревня | Получено слишком много сущностей из Викиданные. Количество загруженных сущностей: 500/500. |
| 9  | Большой Полом     | деревня | Получено слишком много сущностей из Викиданные. Количество загруженных сущностей: 500/500. |
| 10 | Большой Селег     | село    | Получено слишком много сущностей из Викиданные. Количество загруженных сущностей: 500/500. |
| 11 | Ботаниха          | деревня | Получено слишком много сущностей из Викиданные. Количество загруженных сущностей: 500/500. |
| 12 | Бурово            | деревня | Получено слишком много сущностей из Викиданные. Количество загруженных сущностей: 500/500. |
| 13 | Бухма             | деревня | Получено слишком много сущностей из Викиданные. Количество загруженных сущностей: 500/500. |
| 14 | Вавилово          | деревня | Получено слишком много сущностей из Викиданные. Количество загруженных сущностей: 500/500. |
| 15 | Валамаз           | посёлок | Получено слишком много сущностей из Викиданные. Количество загруженных сущностей: 500/500. |
| 16 | Васильевское      | село    | Получено слишком много сущностей из Викиданные. Количество загруженных сущностей: 500/500. |
| 17 | Гаинцы            | деревня | Получено слишком много сущностей из Викиданные. Количество загруженных сущностей: 500/500. |
| 18 | Дёбы              | село    | Получено слишком много сущностей из Викиданные. Количество загруженных сущностей: 500/500. |
| 19 | Демидовцы         | деревня | Получено слишком много сущностей из Викиданные. Количество загруженных сущностей: 500/500. |
| 20 | Елово             | деревня | Получено слишком много сущностей из Викиданные. Количество загруженных сущностей: 500/500. |
| 21 | Ефремово          | деревня | Получено слишком много сущностей из Викиданные. Количество загруженных сущностей: 500/500. |
| 22 | Захватай          | деревня | Получено слишком много сущностей из Викиданные. Количество загруженных сущностей: 500/500. |
| 23 | Зотово            | деревня | Получено слишком много сущностей из Викиданные. Количество загруженных сущностей: 500/500. |
| 24 | Ивановцы          | деревня | Получено слишком много сущностей из Викиданные. Количество загруженных сущностей: 500/500. |
| 25 | Каркалай          | деревня | Получено слишком много сущностей из Викиданные. Количество загруженных сущностей: 500/500. |
| 26 | Касаткино         | деревня | Получено слишком много сущностей из Викиданные. Количество загруженных сущностей: 500/500. |
| 27 | Кисели            | деревня | Получено слишком много сущностей из Викиданные. Количество загруженных сущностей: 500/500. |
| 28 | Клабуки           | деревня | Получено слишком много сущностей из Викиданные. Количество загруженных сущностей: 500/500. |
| 29 | Кокман            | посёлок | Получено слишком много сущностей из Викиданные. Количество загруженных сущностей: 500/500. |
| 30 | Коровкинцы        | деревня | Получено слишком много сущностей из Викиданные. Количество загруженных сущностей: 500/500. |
| 31 | Котомка           | деревня | Получено слишком много сущностей из Викиданные. Количество загруженных сущностей: 500/500. |
| 32 | Красногорское     | село    | Получено слишком много сущностей из Викиданные. Количество загруженных сущностей: 500/500. |
| 33 | Кулемино          | деревня | Получено слишком много сущностей из Викиданные. Количество загруженных сущностей: 500/500. |
| 34 | Курья             | село    | Получено слишком много сущностей из Викиданные. Количество загруженных сущностей: 500/500. |
| 35 | Малая Игра        | деревня | Получено слишком много сущностей из Викиданные. Количество загруженных сущностей: 500/500. |
| 36 | Малые Чуваши      | деревня | Получено слишком много сущностей из Викиданные. Количество загруженных сущностей: 500/500. |
| 37 | Малягурт          | деревня | Получено слишком много сущностей из Викиданные. Количество загруженных сущностей: 500/500. |
| 38 | Мельниченки       | деревня | Получено слишком много сущностей из Викиданные. Количество загруженных сущностей: 500/500. |
| 39 | Мухино            | деревня | Получено слишком много сущностей из Викиданные. Количество загруженных сущностей: 500/500. |
| 40 | Нефедово          | деревня | Получено слишком много сущностей из Викиданные. Количество загруженных сущностей: 500/500. |
| 41 | Ново-Кычино       | деревня | Получено слишком много сущностей из Викиданные. Количество загруженных сущностей: 500/500. |
| 42 | Новый Караул      | деревня | Получено слишком много сущностей из Викиданные. Количество загруженных сущностей: 500/500. |
| 43 | Новый Качкашур    | деревня | Получено слишком много сущностей из Викиданные. Количество загруженных сущностей: 500/500. |
| 44 | Новый Кеновай     | деревня | Получено слишком много сущностей из Викиданные. Количество загруженных сущностей: 500/500. |
| 45 | Нохрино           | деревня | Получено слишком много сущностей из Викиданные. Количество загруженных сущностей: 500/500. |
| 46 | Огородники        | деревня | Получено слишком много сущностей из Викиданные. Количество загруженных сущностей: 500/500. |
| 47 | Осипинцы          | деревня | Получено слишком много сущностей из Викиданные. Количество загруженных сущностей: 500/500. |
| 48 | Пивовары          | деревня | Получено слишком много сущностей из Викиданные. Количество загруженных сущностей: 500/500. |
| 49 | Полянцы           | деревня | Получено слишком много сущностей из Викиданные. Количество загруженных сущностей: 500/500. |
| 50 | Потапово          | деревня | Получено слишком много сущностей из Викиданные. Количество загруженных сущностей: 500/500. |
| 51 | Прохорово         | деревня | Получено слишком много сущностей из Викиданные. Количество загруженных сущностей: 500/500. |
| 52 | Родники           | деревня |                                                                                            |
| 53 | Русский Караул    | деревня | Получено слишком много сущностей из Викиданные. Количество загруженных сущностей: 500/500. |
| 54 | Рылово            | деревня | Получено слишком много сущностей из Викиданные. Количество загруженных сущностей: 500/500. |
| 55 | Рябово            | деревня | Получено слишком много сущностей из Викиданные. Количество загруженных сущностей: 500/500. |
| 56 | Савастьяновцы     | деревня | Получено слишком много сущностей из Викиданные. Количество загруженных сущностей: 500/500. |
| 57 | Старое Кычино     | деревня | Получено слишком много сущностей из Викиданные. Количество загруженных сущностей: 500/500. |
| 58 | Старый Качкашур   | деревня | Получено слишком много сущностей из Викиданные. Количество загруженных сущностей: 500/500. |
| 59 | Старый Кеновай    | деревня | Получено слишком много сущностей из Викиданные. Количество загруженных сущностей: 500/500. |
| 60 | Сычи              | деревня | Получено слишком много сущностей из Викиданные. Количество загруженных сущностей: 500/500. |
| 61 | Сюрзяне           | деревня | Получено слишком много сущностей из Викиданные. Количество загруженных сущностей: 500/500. |
| 62 | Тараканово        | деревня | Получено слишком много сущностей из Викиданные. Количество загруженных сущностей: 500/500. |
| 63 | Тукташ            | деревня | Получено слишком много сущностей из Викиданные. Количество загруженных сущностей: 500/500. |
| 64 | Тура              | деревня | Получено слишком много сущностей из Викиданные. Количество загруженных сущностей: 500/500. |
| 65 | Убытьдур          | деревня | Получено слишком много сущностей из Викиданные. Количество загруженных сущностей: 500/500. |
| 66 | Удмуртский Караул | деревня | Получено слишком много сущностей из Викиданные. Количество загруженных сущностей: 500/500. |
| 67 | Чебаково          | деревня | Получено слишком много сущностей из Викиданные. Количество загруженных сущностей: 500/500. |
| 68 | Черныши           | деревня | Получено слишком много сущностей из Викиданные. Количество загруженных сущностей: 500/500. |
| 69 | Чумаки            | деревня | Получено слишком много сущностей из Викиданные. Количество загруженных сущностей: 500/500. |
| 70 | Шахрово           | деревня | Получено слишком много сущностей из Викиданные. Количество загруженных сущностей: 500/500. |
| 71 | Шаши              | деревня | Получено слишком много сущностей из Викиданные. Количество загруженных сущностей: 500/500. |
| 72 | Юшур              | деревня | Получено слишком много сущностей из Викиданные. Количество загруженных сущностей: 500/500. |

### Малопургинский (МО Малопургинский район)
| №  | Населённый пункт  | Тип              | Население                                                                                  |
| -- | ----------------- | ---------------- | ------------------------------------------------------------------------------------------ |
| 1  | Абдульменево      | деревня          | Получено слишком много сущностей из Викиданные. Количество загруженных сущностей: 500/500. |
| 2  | Абдэс-Урдэс       | деревня          | Получено слишком много сущностей из Викиданные. Количество загруженных сущностей: 500/500. |
| 3  | Аксакшур          | деревня          | Получено слишком много сущностей из Викиданные. Количество загруженных сущностей: 500/500. |
| 4  | Алганча-Игра      | деревня          | Получено слишком много сущностей из Викиданные. Количество загруженных сущностей: 500/500. |
| 5  | Арляново          | деревня          | Получено слишком много сущностей из Викиданные. Количество загруженных сущностей: 500/500. |
| 6  | Баграш-Бигра      | деревня          | Получено слишком много сущностей из Викиданные. Количество загруженных сущностей: 500/500. |
| 7  | Баднюк            | деревня          | Получено слишком много сущностей из Викиданные. Количество загруженных сущностей: 500/500. |
| 8  | Бажаново          | деревня          | Получено слишком много сущностей из Викиданные. Количество загруженных сущностей: 500/500. |
| 9  | Байситово         | деревня          | Получено слишком много сущностей из Викиданные. Количество загруженных сущностей: 500/500. |
| 10 | Бобья-Уча         | деревня          | Получено слишком много сущностей из Викиданные. Количество загруженных сущностей: 500/500. |
| 11 | Бугрыш            | деревня          | Получено слишком много сущностей из Викиданные. Количество загруженных сущностей: 500/500. |
| 12 | Бураново          | село             | Получено слишком много сущностей из Викиданные. Количество загруженных сущностей: 500/500. |
| 13 | Быстрово          | деревня          | Получено слишком много сущностей из Викиданные. Количество загруженных сущностей: 500/500. |
| 14 | Валион            | деревня          | Получено слишком много сущностей из Викиданные. Количество загруженных сущностей: 500/500. |
| 15 | Верхнее Кечево    | деревня          | Получено слишком много сущностей из Викиданные. Количество загруженных сущностей: 500/500. |
| 16 | Верхняя Иж-Бобья  | деревня          | Получено слишком много сущностей из Викиданные. Количество загруженных сущностей: 500/500. |
| 17 | Вишур             | деревня          | Получено слишком много сущностей из Викиданные. Количество загруженных сущностей: 500/500. |
| 18 | Гари              | выселок          | Получено слишком много сущностей из Викиданные. Количество загруженных сущностей: 500/500. |
| 19 | Гожня             | деревня          | Получено слишком много сущностей из Викиданные. Количество загруженных сущностей: 500/500. |
| 20 | Горд Шунды        | деревня          | Получено слишком много сущностей из Викиданные. Количество загруженных сущностей: 500/500. |
| 21 | Гужношур          | деревня          | Получено слишком много сущностей из Викиданные. Количество загруженных сущностей: 500/500. |
| 22 | Дома 1066 км      | починок          | Получено слишком много сущностей из Викиданные. Количество загруженных сущностей: 500/500. |
| 23 | Дома 1068 км      | починок          | Получено слишком много сущностей из Викиданные. Количество загруженных сущностей: 500/500. |
| 24 | Дома 1072 км      | починок          | Получено слишком много сущностей из Викиданные. Количество загруженных сущностей: 500/500. |
| 25 | Дома 1074 км      | починок          | Получено слишком много сущностей из Викиданные. Количество загруженных сущностей: 500/500. |
| 26 | Дома 1077 км      | починок          | Получено слишком много сущностей из Викиданные. Количество загруженных сущностей: 500/500. |
| 27 | Дома 1079 км      | починок          | Получено слишком много сущностей из Викиданные. Количество загруженных сущностей: 500/500. |
| 28 | Дома 1084 км      | починок          | Получено слишком много сущностей из Викиданные. Количество загруженных сущностей: 500/500. |
| 29 | Дома 1096 км      | населённый пункт | Получено слишком много сущностей из Викиданные. Количество загруженных сущностей: 500/500. |
| 30 | Дома 8 км         | населённый пункт | Получено слишком много сущностей из Викиданные. Количество загруженных сущностей: 500/500. |
| 31 | Иваново-Самарское | деревня          | Получено слишком много сущностей из Викиданные. Количество загруженных сущностей: 500/500. |
| 32 | Ильинск           | деревня          | Получено слишком много сущностей из Викиданные. Количество загруженных сущностей: 500/500. |
| 33 | Ильинское         | село             | Получено слишком много сущностей из Викиданные. Количество загруженных сущностей: 500/500. |
| 34 | Итешево           | деревня          | Получено слишком много сущностей из Викиданные. Количество загруженных сущностей: 500/500. |
| 35 | Каймашур          | деревня          | Получено слишком много сущностей из Викиданные. Количество загруженных сущностей: 500/500. |
| 36 | Капустино         | посёлок          | Получено слишком много сущностей из Викиданные. Количество загруженных сущностей: 500/500. |
| 37 | Карашур           | деревня          | Получено слишком много сущностей из Викиданные. Количество загруженных сущностей: 500/500. |
| 38 | Кечево            | село             | Получено слишком много сущностей из Викиданные. Количество загруженных сущностей: 500/500. |
| 39 | Кечур             | деревня          | Получено слишком много сущностей из Викиданные. Количество загруженных сущностей: 500/500. |
| 40 | Косоево           | деревня          | Получено слишком много сущностей из Викиданные. Количество загруженных сущностей: 500/500. |
| 41 | Красный Яр        | деревня          | Получено слишком много сущностей из Викиданные. Количество загруженных сущностей: 500/500. |
| 42 | Кулаево           | деревня          | Получено слишком много сущностей из Викиданные. Количество загруженных сущностей: 500/500. |
| 43 | Курегово          | деревня          | Получено слишком много сущностей из Викиданные. Количество загруженных сущностей: 500/500. |
| 44 | Курчум-Норья      | деревня          | Получено слишком много сущностей из Викиданные. Количество загруженных сущностей: 500/500. |
| 45 | Курчумский        | посёлок          | Получено слишком много сущностей из Викиданные. Количество загруженных сущностей: 500/500. |
| 46 | Кутер-Кутон       | деревня          | Получено слишком много сущностей из Викиданные. Количество загруженных сущностей: 500/500. |
| 47 | Куюки             | деревня          | Получено слишком много сущностей из Викиданные. Количество загруженных сущностей: 500/500. |
| 48 | Лебедевка         | деревня          | Получено слишком много сущностей из Викиданные. Количество загруженных сущностей: 500/500. |
| 49 | Малая Бодья       | деревня          | Получено слишком много сущностей из Викиданные. Количество загруженных сущностей: 500/500. |
| 50 | Малая Пурга       | село             | Получено слишком много сущностей из Викиданные. Количество загруженных сущностей: 500/500. |
| 51 | Малая Уча         | деревня          | Получено слишком много сущностей из Викиданные. Количество загруженных сущностей: 500/500. |
| 52 | Миндерево         | деревня          | Получено слишком много сущностей из Викиданные. Количество загруженных сущностей: 500/500. |
| 53 | Нижнее Кечево     | деревня          | Получено слишком много сущностей из Викиданные. Количество загруженных сущностей: 500/500. |
| 54 | Нижние Юри        | деревня          | Получено слишком много сущностей из Викиданные. Количество загруженных сущностей: 500/500. |
| 55 | Новая Монья       | деревня          | Получено слишком много сущностей из Викиданные. Количество загруженных сущностей: 500/500. |
| 56 | Норья             | село             | Получено слишком много сущностей из Викиданные. Количество загруженных сущностей: 500/500. |
| 57 | Орлово            | деревня          | Получено слишком много сущностей из Викиданные. Количество загруженных сущностей: 500/500. |
| 58 | Печкес            | деревня          | Получено слишком много сущностей из Викиданные. Количество загруженных сущностей: 500/500. |
| 59 | Постольский       | посёлок          | Получено слишком много сущностей из Викиданные. Количество загруженных сущностей: 500/500. |
| 60 | Пугачёво          | посёлок          | Получено слишком много сущностей из Викиданные. Количество загруженных сущностей: 500/500. |
| 61 | Пуро-Можга        | деревня          | Получено слишком много сущностей из Викиданные. Количество загруженных сущностей: 500/500. |
| 62 | Пытцам            | деревня          | Получено слишком много сущностей из Викиданные. Количество загруженных сущностей: 500/500. |
| 63 | Сизяшур           | деревня          | Получено слишком много сущностей из Викиданные. Количество загруженных сущностей: 500/500. |
| 64 | Сосновка          | посёлок          | Получено слишком много сущностей из Викиданные. Количество загруженных сущностей: 500/500. |
| 65 | Среднее Кечево    | деревня          | Получено слишком много сущностей из Викиданные. Количество загруженных сущностей: 500/500. |
| 66 | Средние Юри       | деревня          | Получено слишком много сущностей из Викиданные. Количество загруженных сущностей: 500/500. |
| 67 | Старая Бурожикья  | деревня          | Получено слишком много сущностей из Викиданные. Количество загруженных сущностей: 500/500. |
| 68 | Старая Монья      | деревня          | Получено слишком много сущностей из Викиданные. Количество загруженных сущностей: 500/500. |
| 69 | Столярово         | деревня          | Получено слишком много сущностей из Викиданные. Количество загруженных сущностей: 500/500. |
| 70 | Сундуково         | деревня          | Получено слишком много сущностей из Викиданные. Количество загруженных сущностей: 500/500. |
| 71 | Сырьезшур         | деревня          | Получено слишком много сущностей из Викиданные. Количество загруженных сущностей: 500/500. |
| 72 | Уром              | село             | Получено слишком много сущностей из Викиданные. Количество загруженных сущностей: 500/500. |
| 73 | Успьян            | деревня          | Получено слишком много сущностей из Викиданные. Количество загруженных сущностей: 500/500. |
| 74 | Чекалкино         | деревня          | Получено слишком много сущностей из Викиданные. Количество загруженных сущностей: 500/500. |
| 75 | Черношур          | деревня          | Получено слишком много сущностей из Викиданные. Количество загруженных сущностей: 500/500. |
| 76 | Чурашур           | деревня          | Получено слишком много сущностей из Викиданные. Количество загруженных сущностей: 500/500. |
| 77 | Чутожмон          | деревня          | Получено слишком много сущностей из Викиданные. Количество загруженных сущностей: 500/500. |
| 78 | Яган              | посёлок          | Получено слишком много сущностей из Викиданные. Количество загруженных сущностей: 500/500. |
| 79 | Яган-Докья        | посёлок          | Получено слишком много сущностей из Викиданные. Количество загруженных сущностей: 500/500. |

### Можгинский (МО Можгинский район)
| №   | Населённый пункт     | Тип              | Население                                                                                  |
| --- | -------------------- | ---------------- | ------------------------------------------------------------------------------------------ |
| 1   | Акаршур              | деревня          | Получено слишком много сущностей из Викиданные. Количество загруженных сущностей: 500/500. |
| 2   | Александрово         | деревня          | Получено слишком много сущностей из Викиданные. Количество загруженных сущностей: 500/500. |
| 3   | Александрово         | деревня          | Получено слишком много сущностей из Викиданные. Количество загруженных сущностей: 500/500. |
| 4   | Атабаево             | деревня          | Получено слишком много сущностей из Викиданные. Количество загруженных сущностей: 500/500. |
| 5   | Бальзяшур            | деревня          | Получено слишком много сущностей из Викиданные. Количество загруженных сущностей: 500/500. |
| 6   | Биляр                | село             | Получено слишком много сущностей из Викиданные. Количество загруженных сущностей: 500/500. |
| 7   | Большая Кибья        | село             | Получено слишком много сущностей из Викиданные. Количество загруженных сущностей: 500/500. |
| 8   | Большая Пудга        | село             | Получено слишком много сущностей из Викиданные. Количество загруженных сущностей: 500/500. |
| 9   | Большая Сюга         | деревня          | Получено слишком много сущностей из Викиданные. Количество загруженных сущностей: 500/500. |
| 10  | Большая Уча          | село             | Получено слишком много сущностей из Викиданные. Количество загруженных сущностей: 500/500. |
| 11  | Большие Сибы         | деревня          | Получено слишком много сущностей из Викиданные. Количество загруженных сущностей: 500/500. |
| 12  | Боринка              | деревня          | Получено слишком много сущностей из Викиданные. Количество загруженных сущностей: 500/500. |
| 13  | Брагино              | деревня          | Получено слишком много сущностей из Викиданные. Количество загруженных сущностей: 500/500. |
| 14  | Бурмакино            | деревня          | Получено слишком много сущностей из Викиданные. Количество загруженных сущностей: 500/500. |
| 15  | Верхние Лудзи        | деревня          | Получено слишком много сущностей из Викиданные. Количество загруженных сущностей: 500/500. |
| 16  | Верхние Юри          | деревня          | Получено слишком много сущностей из Викиданные. Количество загруженных сущностей: 500/500. |
| 17  | Вишур                | деревня          | Получено слишком много сущностей из Викиданные. Количество загруженных сущностей: 500/500. |
| 18  | Водзя                | деревня          | Получено слишком много сущностей из Викиданные. Количество загруженных сущностей: 500/500. |
| 19  | Горняк               | посёлок          | Получено слишком много сущностей из Викиданные. Количество загруженных сущностей: 500/500. |
| 20  | Гущино               | деревня          | Получено слишком много сущностей из Викиданные. Количество загруженных сущностей: 500/500. |
| 21  | Давкино              | деревня          | Получено слишком много сущностей из Викиданные. Количество загруженных сущностей: 500/500. |
| 22  | Дома 1035 км         | населённый пункт | Получено слишком много сущностей из Викиданные. Количество загруженных сущностей: 500/500. |
| 23  | Дома 1038 км         | населённый пункт | Получено слишком много сущностей из Викиданные. Количество загруженных сущностей: 500/500. |
| 24  | Дома 1060 км         | населённый пункт | Получено слишком много сущностей из Викиданные. Количество загруженных сущностей: 500/500. |
| 25  | Ерошкино             | деревня          | Получено слишком много сущностей из Викиданные. Количество загруженных сущностей: 500/500. |
| 26  | Ефремовка            | деревня          | Получено слишком много сущностей из Викиданные. Количество загруженных сущностей: 500/500. |
| 27  | Залесный             | посёлок          | Получено слишком много сущностей из Викиданные. Количество загруженных сущностей: 500/500. |
| 28  | Замостные Какси      | деревня          | Получено слишком много сущностей из Викиданные. Количество загруженных сущностей: 500/500. |
| 29  | Зобнино              | деревня          | Получено слишком много сущностей из Викиданные. Количество загруженных сущностей: 500/500. |
| 30  | Ильдас-Уча           | деревня          | Получено слишком много сущностей из Викиданные. Количество загруженных сущностей: 500/500. |
| 31  | Каменный Ключ        | деревня          | Получено слишком много сущностей из Викиданные. Количество загруженных сущностей: 500/500. |
| 32  | Камышлы              | деревня          | Получено слишком много сущностей из Викиданные. Количество загруженных сущностей: 500/500. |
| 33  | Карамбай             | разъезд          | Получено слишком много сущностей из Викиданные. Количество загруженных сущностей: 500/500. |
| 34  | Карашур              | деревня          | Получено слишком много сущностей из Викиданные. Количество загруженных сущностей: 500/500. |
| 35  | Кватчи               | деревня          | Получено слишком много сущностей из Викиданные. Количество загруженных сущностей: 500/500. |
| 36  | Керамик              | станция          | Получено слишком много сущностей из Викиданные. Количество загруженных сущностей: 500/500. |
| 37  | Кинеусь              | деревня          | Получено слишком много сущностей из Викиданные. Количество загруженных сущностей: 500/500. |
| 38  | Ключи                | деревня          | Получено слишком много сущностей из Викиданные. Количество загруженных сущностей: 500/500. |
| 39  | Комяк                | деревня          | Получено слишком много сущностей из Викиданные. Количество загруженных сущностей: 500/500. |
| 40  | Красный Яр           | село             | Получено слишком много сущностей из Викиданные. Количество загруженных сущностей: 500/500. |
| 41  | Лесная Поляна        | посёлок          | Получено слишком много сущностей из Викиданные. Количество загруженных сущностей: 500/500. |
| 42  | Лесной               | посёлок          | Получено слишком много сущностей из Викиданные. Количество загруженных сущностей: 500/500. |
| 43  | Ломеслуд             | деревня          | Получено слишком много сущностей из Викиданные. Количество загруженных сущностей: 500/500. |
| 44  | Лудзи-Шудзи          | деревня          | Получено слишком много сущностей из Викиданные. Количество загруженных сущностей: 500/500. |
| 45  | Люга                 | станция          | Получено слишком много сущностей из Викиданные. Количество загруженных сущностей: 500/500. |
| 46  | Малая Воложикья      | село             | Получено слишком много сущностей из Викиданные. Количество загруженных сущностей: 500/500. |
| 47  | Малая Копка          | деревня          | Получено слишком много сущностей из Викиданные. Количество загруженных сущностей: 500/500. |
| 48  | Малая Пудга          | деревня          | Получено слишком много сущностей из Викиданные. Количество загруженных сущностей: 500/500. |
| 49  | Малая Сюга           | деревня          | Получено слишком много сущностей из Викиданные. Количество загруженных сущностей: 500/500. |
| 50  | Малые Сибы           | деревня          | Получено слишком много сущностей из Викиданные. Количество загруженных сущностей: 500/500. |
| 51  | Малый Кармыж         | деревня          | Получено слишком много сущностей из Викиданные. Количество загруженных сущностей: 500/500. |
| 52  | Мальчиково           | деревня          | Получено слишком много сущностей из Викиданные. Количество загруженных сущностей: 500/500. |
| 53  | Мельниково           | деревня          | Получено слишком много сущностей из Викиданные. Количество загруженных сущностей: 500/500. |
| 54  | Минчегурт            | деревня          | Получено слишком много сущностей из Викиданные. Количество загруженных сущностей: 500/500. |
| 55  | Можга                | село             | Получено слишком много сущностей из Викиданные. Количество загруженных сущностей: 500/500. |
| 56  | Нижний Вишур         | деревня          | Получено слишком много сущностей из Викиданные. Количество загруженных сущностей: 500/500. |
| 57  | Нижний Шидлуд        | деревня          | Получено слишком много сущностей из Викиданные. Количество загруженных сущностей: 500/500. |
| 58  | Николо-Сюга          | деревня          | Получено слишком много сущностей из Викиданные. Количество загруженных сущностей: 500/500. |
| 59  | Новая Бия            | деревня          | Получено слишком много сущностей из Викиданные. Количество загруженных сущностей: 500/500. |
| 60  | Новопольск           | деревня          | Получено слишком много сущностей из Викиданные. Количество загруженных сущностей: 500/500. |
| 61  | Новотроицк           | деревня          | Получено слишком много сущностей из Викиданные. Количество загруженных сущностей: 500/500. |
| 62  | Новые Какси          | деревня          | Получено слишком много сущностей из Викиданные. Количество загруженных сущностей: 500/500. |
| 63  | Новые Юбери          | деревня          | Получено слишком много сущностей из Викиданные. Количество загруженных сущностей: 500/500. |
| 64  | Новый Карамбай       | деревня          | Получено слишком много сущностей из Викиданные. Количество загруженных сущностей: 500/500. |
| 65  | Новый Русский Сюгаил | деревня          | Получено слишком много сущностей из Викиданные. Количество загруженных сущностей: 500/500. |
| 66  | Нынек                | село             | Получено слишком много сущностей из Викиданные. Количество загруженных сущностей: 500/500. |
| 67  | Ныша                 | посёлок          | Получено слишком много сущностей из Викиданные. Количество загруженных сущностей: 500/500. |
| 68  | Пазял                | деревня          | Получено слишком много сущностей из Викиданные. Количество загруженных сущностей: 500/500. |
| 69  | Пазял-Зюмья          | деревня          | Получено слишком много сущностей из Викиданные. Количество загруженных сущностей: 500/500. |
| 70  | Пашур                | деревня          | Получено слишком много сущностей из Викиданные. Количество загруженных сущностей: 500/500. |
| 71  | Петухово             | село             | Получено слишком много сущностей из Викиданные. Количество загруженных сущностей: 500/500. |
| 72  | Подгорная            | деревня          | Получено слишком много сущностей из Викиданные. Количество загруженных сущностей: 500/500. |
| 73  | Пойкино              | деревня          | Получено слишком много сущностей из Викиданные. Количество загруженных сущностей: 500/500. |
| 74  | Полянское            | деревня          | Получено слишком много сущностей из Викиданные. Количество загруженных сущностей: 500/500. |
| 75  | Поршур               | село             | Получено слишком много сущностей из Викиданные. Количество загруженных сущностей: 500/500. |
| 76  | Почешур              | деревня          | Получено слишком много сущностей из Викиданные. Количество загруженных сущностей: 500/500. |
| 77  | Привольный           | деревня          | Получено слишком много сущностей из Викиданные. Количество загруженных сущностей: 500/500. |
| 78  | Пычас                | посёлок          | Получено слишком много сущностей из Викиданные. Количество загруженных сущностей: 500/500. |
| 79  | Решетниково          | деревня          | Получено слишком много сущностей из Викиданные. Количество загруженных сущностей: 500/500. |
| 80  | Русский Пычас        | село             | Получено слишком много сущностей из Викиданные. Количество загруженных сущностей: 500/500. |
| 81  | Русский Уленвай      | деревня          | Получено слишком много сущностей из Викиданные. Количество загруженных сущностей: 500/500. |
| 82  | Санниково            | деревня          | Получено слишком много сущностей из Викиданные. Количество загруженных сущностей: 500/500. |
| 83  | Сардан               | станция          | Получено слишком много сущностей из Викиданные. Количество загруженных сущностей: 500/500. |
| 84  | Сосмак               | деревня          | Получено слишком много сущностей из Викиданные. Количество загруженных сущностей: 500/500. |
| 85  | Сосновый Бор         | посёлок          | Получено слишком много сущностей из Викиданные. Количество загруженных сущностей: 500/500. |
| 86  | Старые Какси         | деревня          | Получено слишком много сущностей из Викиданные. Количество загруженных сущностей: 500/500. |
| 87  | Старые Юбери         | деревня          | Получено слишком много сущностей из Викиданные. Количество загруженных сущностей: 500/500. |
| 88  | Старый Березняк      | деревня          | Получено слишком много сущностей из Викиданные. Количество загруженных сущностей: 500/500. |
| 89  | Старый Карамбай      | деревня          | Получено слишком много сущностей из Викиданные. Количество загруженных сущностей: 500/500. |
| 90  | Старый Ошмес         | деревня          | Получено слишком много сущностей из Викиданные. Количество загруженных сущностей: 500/500. |
| 91  | Студёный Ключ        | деревня          | Получено слишком много сущностей из Викиданные. Количество загруженных сущностей: 500/500. |
| 92  | Сундо-Уча            | деревня          | Получено слишком много сущностей из Викиданные. Количество загруженных сущностей: 500/500. |
| 93  | Сырьез               | деревня          | Получено слишком много сущностей из Викиданные. Количество загруженных сущностей: 500/500. |
| 94  | Сюгаил               | разъезд          | Получено слишком много сущностей из Викиданные. Количество загруженных сущностей: 500/500. |
| 95  | Сюга-Какси           | деревня          | Получено слишком много сущностей из Викиданные. Количество загруженных сущностей: 500/500. |
| 96  | Телекшур             | деревня          | Получено слишком много сущностей из Викиданные. Количество загруженных сущностей: 500/500. |
| 97  | Трактор              | деревня          | Получено слишком много сущностей из Викиданные. Количество загруженных сущностей: 500/500. |
| 98  | Туташево             | деревня          | Получено слишком много сущностей из Викиданные. Количество загруженных сущностей: 500/500. |
| 99  | Удмурт Сюгаил        | деревня          | Получено слишком много сущностей из Викиданные. Количество загруженных сущностей: 500/500. |
| 100 | Чежебаш              | деревня          | Получено слишком много сущностей из Викиданные. Количество загруженных сущностей: 500/500. |
| 101 | Чежесть-Какси        | деревня          | Получено слишком много сущностей из Викиданные. Количество загруженных сущностей: 500/500. |
| 102 | Чемошур-Уча          | деревня          | Получено слишком много сущностей из Викиданные. Количество загруженных сущностей: 500/500. |
| 103 | Черёмушки            | посёлок          | Получено слишком много сущностей из Викиданные. Количество загруженных сущностей: 500/500. |
| 104 | Чужьем               | деревня          | Получено слишком много сущностей из Викиданные. Количество загруженных сущностей: 500/500. |
| 105 | Чумойтло             | деревня          | Получено слишком много сущностей из Викиданные. Количество загруженных сущностей: 500/500. |
| 106 | Чумойтло             | разъезд          | Получено слишком много сущностей из Викиданные. Количество загруженных сущностей: 500/500. |
| 107 | Чурашур              | деревня          | Получено слишком много сущностей из Викиданные. Количество загруженных сущностей: 500/500. |
| 108 | Юдрук                | деревня          | Получено слишком много сущностей из Викиданные. Количество загруженных сущностей: 500/500. |

### Сарапульский (МО Сарапульский район)
| №  | Населённый пункт | Тип              | Население                                                                                  |
| -- | ---------------- | ---------------- | ------------------------------------------------------------------------------------------ |
| 1  | Антипино         | деревня          | Получено слишком много сущностей из Викиданные. Количество загруженных сущностей: 500/500. |
| 2  | Борисово         | деревня          | Получено слишком много сущностей из Викиданные. Количество загруженных сущностей: 500/500. |
| 3  | Верхний Бугрыш   | деревня          | Получено слишком много сущностей из Викиданные. Количество загруженных сущностей: 500/500. |
| 4  | Выезд            | село             | Получено слишком много сущностей из Викиданные. Количество загруженных сущностей: 500/500. |
| 5  | Глухово          | деревня          | Получено слишком много сущностей из Викиданные. Количество загруженных сущностей: 500/500. |
| 6  | Горбуново        | деревня          | Получено слишком много сущностей из Викиданные. Количество загруженных сущностей: 500/500. |
| 7  | Девятово         | деревня          | Получено слишком много сущностей из Викиданные. Количество загруженных сущностей: 500/500. |
| 8  | Дикуши           | деревня          | Получено слишком много сущностей из Викиданные. Количество загруженных сущностей: 500/500. |
| 9  | Дома 1121 км     | населённый пункт | Получено слишком много сущностей из Викиданные. Количество загруженных сущностей: 500/500. |
| 10 | Дома 1125 км     | населённый пункт | Получено слишком много сущностей из Викиданные. Количество загруженных сущностей: 500/500. |
| 11 | Дома 1133 км     | населённый пункт | Получено слишком много сущностей из Викиданные. Количество загруженных сущностей: 500/500. |
| 12 | Дулесово         | деревня          | Получено слишком много сущностей из Викиданные. Количество загруженных сущностей: 500/500. |
| 13 | Елькино          | деревня          | Получено слишком много сущностей из Викиданные. Количество загруженных сущностей: 500/500. |
| 14 | Заборье          | деревня          | Получено слишком много сущностей из Викиданные. Количество загруженных сущностей: 500/500. |
| 15 | Керкмасский      | кордон           | Получено слишком много сущностей из Викиданные. Количество загруженных сущностей: 500/500. |
| 16 | Кигбаево         | село             | Получено слишком много сущностей из Викиданные. Количество загруженных сущностей: 500/500. |
| 17 | Костино          | деревня          | Получено слишком много сущностей из Викиданные. Количество загруженных сущностей: 500/500. |
| 18 | Костинский       | кордон           | Получено слишком много сущностей из Викиданные. Количество загруженных сущностей: 500/500. |
| 19 | Лагуново         | село             | Получено слишком много сущностей из Викиданные. Количество загруженных сущностей: 500/500. |
| 20 | Лубянки          | деревня          |                                                                                            |
| 21 | Лысово           | деревня          | Получено слишком много сущностей из Викиданные. Количество загруженных сущностей: 500/500. |
| 22 | Мазунино         | село             | Получено слишком много сущностей из Викиданные. Количество загруженных сущностей: 500/500. |
| 23 | Макшаки          | деревня          | Получено слишком много сущностей из Викиданные. Количество загруженных сущностей: 500/500. |
| 24 | Межная           | деревня          | Получено слишком много сущностей из Викиданные. Количество загруженных сущностей: 500/500. |
| 25 | Митрошино        | деревня          | Получено слишком много сущностей из Викиданные. Количество загруженных сущностей: 500/500. |
| 26 | Мостовое         | село             | Получено слишком много сущностей из Викиданные. Количество загруженных сущностей: 500/500. |
| 27 | Мыльники         | деревня          | Получено слишком много сущностей из Викиданные. Количество загруженных сущностей: 500/500. |
| 28 | Непряха          | деревня          | Получено слишком много сущностей из Викиданные. Количество загруженных сущностей: 500/500. |
| 29 | Нечкино          | село             | Получено слишком много сущностей из Викиданные. Количество загруженных сущностей: 500/500. |
| 30 | Нижний Бугрыш    | деревня          | Получено слишком много сущностей из Викиданные. Количество загруженных сущностей: 500/500. |
| 31 | Новые Макшаки    | посёлок          | Получено слишком много сущностей из Викиданные. Количество загруженных сущностей: 500/500. |
| 32 | Ожгихино         | деревня          | Получено слишком много сущностей из Викиданные. Количество загруженных сущностей: 500/500. |
| 33 | Октябрьский      | село             | Получено слишком много сущностей из Викиданные. Количество загруженных сущностей: 500/500. |
| 34 | Оленье Болото    | деревня          | Получено слишком много сущностей из Викиданные. Количество загруженных сущностей: 500/500. |
| 35 | Отуниха          | деревня          | Получено слишком много сущностей из Викиданные. Количество загруженных сущностей: 500/500. |
| 36 | Паркачево        | село             | Получено слишком много сущностей из Викиданные. Количество загруженных сущностей: 500/500. |
| 37 | Пастухово        | деревня          | Получено слишком много сущностей из Викиданные. Количество загруженных сущностей: 500/500. |
| 38 | Пентеги          | деревня          | Получено слишком много сущностей из Викиданные. Количество загруженных сущностей: 500/500. |
| 39 | Первомайский     | посёлок          | Получено слишком много сущностей из Викиданные. Количество загруженных сущностей: 500/500. |
| 40 | Петровка         | деревня          | Получено слишком много сущностей из Викиданные. Количество загруженных сущностей: 500/500. |
| 41 | Рябиновка        | деревня          | Получено слишком много сущностей из Викиданные. Количество загруженных сущностей: 500/500. |
| 42 | Северный         | село             | Получено слишком много сущностей из Викиданные. Количество загруженных сущностей: 500/500. |
| 43 | Сергеево         | деревня          | Получено слишком много сущностей из Викиданные. Количество загруженных сущностей: 500/500. |
| 44 | Сигаево          | село             | Получено слишком много сущностей из Викиданные. Количество загруженных сущностей: 500/500. |
| 45 | Смолино          | деревня          | Получено слишком много сущностей из Викиданные. Количество загруженных сущностей: 500/500. |
| 46 | Соколовка        | деревня          | Получено слишком много сущностей из Викиданные. Количество загруженных сущностей: 500/500. |
| 47 | Старая Бисарка   | деревня          | Получено слишком много сущностей из Викиданные. Количество загруженных сущностей: 500/500. |
| 48 | Степной          | деревня          | Получено слишком много сущностей из Викиданные. Количество загруженных сущностей: 500/500. |
| 49 | Тарасово         | село             | Получено слишком много сущностей из Викиданные. Количество загруженных сущностей: 500/500. |
| 50 | Ужуиха           | станция          | Получено слишком много сущностей из Викиданные. Количество загруженных сущностей: 500/500. |
| 51 | Уральский        | село             | Получено слишком много сущностей из Викиданные. Количество загруженных сущностей: 500/500. |
| 52 | Усть-Сарапулка   | деревня          | Получено слишком много сущностей из Викиданные. Количество загруженных сущностей: 500/500. |
| 53 | Чекалка          | село             | Получено слишком много сущностей из Викиданные. Количество загруженных сущностей: 500/500. |
| 54 | Шадрино          | деревня          | Получено слишком много сущностей из Викиданные. Количество загруженных сущностей: 500/500. |
| 55 | Шевырялово       | село             | Получено слишком много сущностей из Викиданные. Количество загруженных сущностей: 500/500. |
| 56 | Юрино            | деревня          | Получено слишком много сущностей из Викиданные. Количество загруженных сущностей: 500/500. |
| 57 | Юриха            | деревня          | Получено слишком много сущностей из Викиданные. Количество загруженных сущностей: 500/500. |
| 58 | Юшково           | деревня          | Получено слишком много сущностей из Викиданные. Количество загруженных сущностей: 500/500. |
| 59 | Яромаска         | село             | Получено слишком много сущностей из Викиданные. Количество загруженных сущностей: 500/500. |

### Селтинский (МО Селтинский район)
| №  | Населённый пункт     | Тип     | Население                                                                                  |
| -- | -------------------- | ------- | ------------------------------------------------------------------------------------------ |
| 1  | Аксёновцы            | деревня | Получено слишком много сущностей из Викиданные. Количество загруженных сущностей: 500/500. |
| 2  | Аманы                | деревня | Получено слишком много сущностей из Викиданные. Количество загруженных сущностей: 500/500. |
| 3  | Андреевцы            | село    | Получено слишком много сущностей из Викиданные. Количество загруженных сущностей: 500/500. |
| 4  | Антошкино            | деревня | Получено слишком много сущностей из Викиданные. Количество загруженных сущностей: 500/500. |
| 5  | Аяшур                | деревня | Получено слишком много сущностей из Викиданные. Количество загруженных сущностей: 500/500. |
| 6  | Бабашур              | деревня | Получено слишком много сущностей из Викиданные. Количество загруженных сущностей: 500/500. |
| 7  | Бигеней              | деревня | Получено слишком много сущностей из Викиданные. Количество загруженных сущностей: 500/500. |
| 8  | Большая Кильмезь-Бия | деревня | Получено слишком много сущностей из Викиданные. Количество загруженных сущностей: 500/500. |
| 9  | Большая Нырья        | деревня | Получено слишком много сущностей из Викиданные. Количество загруженных сущностей: 500/500. |
| 10 | Большой Чибирь       | деревня | Получено слишком много сущностей из Викиданные. Количество загруженных сущностей: 500/500. |
| 11 | Ботино               | деревня | Получено слишком много сущностей из Викиданные. Количество загруженных сущностей: 500/500. |
| 12 | Валамаз              | село    | Получено слишком много сущностей из Викиданные. Количество загруженных сущностей: 500/500. |
| 13 | Виняшур-Бия          | деревня | Получено слишком много сущностей из Викиданные. Количество загруженных сущностей: 500/500. |
| 14 | Виняшур-Бия          | посёлок | Получено слишком много сущностей из Викиданные. Количество загруженных сущностей: 500/500. |
| 15 | Вутно                | деревня | Получено слишком много сущностей из Викиданные. Количество загруженных сущностей: 500/500. |
| 16 | Гамберово            | деревня | Получено слишком много сущностей из Викиданные. Количество загруженных сущностей: 500/500. |
| 17 | Гобгурт              | деревня | Получено слишком много сущностей из Викиданные. Количество загруженных сущностей: 500/500. |
| 18 | Головизнин Язок      | посёлок | Получено слишком много сущностей из Викиданные. Количество загруженных сущностей: 500/500. |
| 19 | Дружный              | выселок | Получено слишком много сущностей из Викиданные. Количество загруженных сущностей: 500/500. |
| 20 | Егоровцы             | деревня | Получено слишком много сущностей из Викиданные. Количество загруженных сущностей: 500/500. |
| 21 | Зенкей               | деревня | Получено слишком много сущностей из Викиданные. Количество загруженных сущностей: 500/500. |
| 22 | Истомино             | деревня | Получено слишком много сущностей из Викиданные. Количество загруженных сущностей: 500/500. |
| 23 | Квашур               | деревня | Получено слишком много сущностей из Викиданные. Количество загруженных сущностей: 500/500. |
| 24 | Кейлуд-Зюнья         | деревня | Получено слишком много сущностей из Викиданные. Количество загруженных сущностей: 500/500. |
| 25 | Кельмовыр-Жикья      | деревня | Получено слишком много сущностей из Викиданные. Количество загруженных сущностей: 500/500. |
| 26 | Колесур              | деревня | Получено слишком много сущностей из Викиданные. Количество загруженных сущностей: 500/500. |
| 27 | Копки                | село    | Получено слишком много сущностей из Викиданные. Количество загруженных сущностей: 500/500. |
| 28 | Копкинский           | выселок | Получено слишком много сущностей из Викиданные. Количество загруженных сущностей: 500/500. |
| 29 | Кочегурт             | деревня | Получено слишком много сущностей из Викиданные. Количество загруженных сущностей: 500/500. |
| 30 | Круглый Ключ         | деревня | Получено слишком много сущностей из Викиданные. Количество загруженных сущностей: 500/500. |
| 31 | Кучер-Копки          | деревня | Получено слишком много сущностей из Викиданные. Количество загруженных сущностей: 500/500. |
| 32 | Кырчим-Копки         | деревня | Получено слишком много сущностей из Викиданные. Количество загруженных сущностей: 500/500. |
| 33 | Лудзи-Жикья          | деревня | Получено слишком много сущностей из Викиданные. Количество загруженных сущностей: 500/500. |
| 34 | Лыстем               | деревня | Получено слишком много сущностей из Викиданные. Количество загруженных сущностей: 500/500. |
| 35 | Льнозаводский        | посёлок | Получено слишком много сущностей из Викиданные. Количество загруженных сущностей: 500/500. |
| 36 | Мадьярово            | деревня | Получено слишком много сущностей из Викиданные. Количество загруженных сущностей: 500/500. |
| 37 | Малая Кильмезь-Бия   | деревня | Получено слишком много сущностей из Викиданные. Количество загруженных сущностей: 500/500. |
| 38 | Малый Валамаз        | деревня | Получено слишком много сущностей из Викиданные. Количество загруженных сущностей: 500/500. |
| 39 | Малый Жайгил         | деревня | Получено слишком много сущностей из Викиданные. Количество загруженных сущностей: 500/500. |
| 40 | Мельничата           | деревня | Получено слишком много сущностей из Викиданные. Количество загруженных сущностей: 500/500. |
| 41 | Мугло                | деревня | Получено слишком много сущностей из Викиданные. Количество загруженных сущностей: 500/500. |
| 42 | Новая Жикья          | деревня | Получено слишком много сущностей из Викиданные. Количество загруженных сущностей: 500/500. |
| 43 | Новая Монья          | деревня | Получено слишком много сущностей из Викиданные. Количество загруженных сущностей: 500/500. |
| 44 | Орловский            | выселок | Получено слишком много сущностей из Викиданные. Количество загруженных сущностей: 500/500. |
| 45 | Пожгурт              | деревня | Получено слишком много сущностей из Викиданные. Количество загруженных сущностей: 500/500. |
| 46 | Покровцы             | деревня | Получено слишком много сущностей из Викиданные. Количество загруженных сущностей: 500/500. |
| 47 | Прой-Балма           | деревня | Получено слишком много сущностей из Викиданные. Количество загруженных сущностей: 500/500. |
| 48 | Рожки                | деревня | Получено слишком много сущностей из Викиданные. Количество загруженных сущностей: 500/500. |
| 49 | Рысаи                | деревня | Получено слишком много сущностей из Викиданные. Количество загруженных сущностей: 500/500. |
| 50 | Рязаново             | деревня | Получено слишком много сущностей из Викиданные. Количество загруженных сущностей: 500/500. |
| 51 | Селты                | село    | Получено слишком много сущностей из Викиданные. Количество загруженных сущностей: 500/500. |
| 52 | Старая Монья         | деревня | Получено слишком много сущностей из Викиданные. Количество загруженных сущностей: 500/500. |
| 53 | Старые Копки         | деревня | Получено слишком много сущностей из Викиданные. Количество загруженных сущностей: 500/500. |
| 54 | Сюромошур            | деревня | Получено слишком много сущностей из Викиданные. Количество загруженных сущностей: 500/500. |
| 55 | Толошур              | деревня | Получено слишком много сущностей из Викиданные. Количество загруженных сущностей: 500/500. |
| 56 | Узи                  | село    | Получено слишком много сущностей из Викиданные. Количество загруженных сущностей: 500/500. |
| 57 | Уметьгурт            | деревня | Получено слишком много сущностей из Викиданные. Количество загруженных сущностей: 500/500. |
| 58 | Усайгурт             | деревня | Получено слишком много сущностей из Викиданные. Количество загруженных сущностей: 500/500. |
| 59 | Уть-Сюмси            | село    | Получено слишком много сущностей из Викиданные. Количество загруженных сущностей: 500/500. |
| 60 | Уть-Сюмсинский       | выселок | Получено слишком много сущностей из Викиданные. Количество загруженных сущностей: 500/500. |
| 61 | Федоры               | деревня | Получено слишком много сущностей из Викиданные. Количество загруженных сущностей: 500/500. |
| 62 | Халды                | село    | Получено слишком много сущностей из Викиданные. Количество загруженных сущностей: 500/500. |
| 63 | Чашкагурт            | деревня | Получено слишком много сущностей из Викиданные. Количество загруженных сущностей: 500/500. |
| 64 | Чибирь-Зюнья         | деревня | Получено слишком много сущностей из Викиданные. Количество загруженных сущностей: 500/500. |
| 65 | Чибьяншур            | деревня | Получено слишком много сущностей из Викиданные. Количество загруженных сущностей: 500/500. |
| 66 | Шаклеи               | деревня | Получено слишком много сущностей из Викиданные. Количество загруженных сущностей: 500/500. |
| 67 | Эшметьгурт           | деревня | Получено слишком много сущностей из Викиданные. Количество загруженных сущностей: 500/500. |
| 68 | Юберинский           | починок | Получено слишком много сущностей из Викиданные. Количество загруженных сущностей: 500/500. |
| 69 | Юберинский Перевоз   | деревня | Получено слишком много сущностей из Викиданные. Количество загруженных сущностей: 500/500. |
| 70 | Югдон                | посёлок | Получено слишком много сущностей из Викиданные. Количество загруженных сущностей: 500/500. |
| 71 | Юмга-Омга            | посёлок | Получено слишком много сущностей из Викиданные. Количество загруженных сущностей: 500/500. |
| 72 | Якимовцы             | деревня | Получено слишком много сущностей из Викиданные. Количество загруженных сущностей: 500/500. |

### Сюмсинский (МО Сюмсинский район)
| №  | Населённый пункт      | Тип     | Население                                                                                  |
| -- | --------------------- | ------- | ------------------------------------------------------------------------------------------ |
| 1  | Акилово               | деревня | Получено слишком много сущностей из Викиданные. Количество загруженных сущностей: 500/500. |
| 2  | Бадзимлуд             | деревня | Получено слишком много сущностей из Викиданные. Количество загруженных сущностей: 500/500. |
| 3  | Балма                 | деревня | Получено слишком много сущностей из Викиданные. Количество загруженных сущностей: 500/500. |
| 4  | Берёзовка             | деревня | Получено слишком много сущностей из Викиданные. Количество загруженных сущностей: 500/500. |
| 5  | Блаж-Юс               | деревня | Получено слишком много сущностей из Викиданные. Количество загруженных сущностей: 500/500. |
| 6  | Большая Инга          | деревня | Получено слишком много сущностей из Викиданные. Количество загруженных сущностей: 500/500. |
| 7  | Большой Сардык        | деревня | Получено слишком много сущностей из Викиданные. Количество загруженных сущностей: 500/500. |
| 8  | Васькино              | деревня | Получено слишком много сущностей из Викиданные. Количество загруженных сущностей: 500/500. |
| 9  | Верх-Юс               | деревня | Получено слишком много сущностей из Викиданные. Количество загруженных сущностей: 500/500. |
| 10 | Визил                 | деревня | Получено слишком много сущностей из Викиданные. Количество загруженных сущностей: 500/500. |
| 11 | Вылынгурт             | деревня | Получено слишком много сущностей из Викиданные. Количество загруженных сущностей: 500/500. |
| 12 | Выселок               | деревня | Получено слишком много сущностей из Викиданные. Количество загруженных сущностей: 500/500. |
| 13 | Гура                  | село    | Получено слишком много сущностей из Викиданные. Количество загруженных сущностей: 500/500. |
| 14 | Гурклудчик            | деревня | Получено слишком много сущностей из Викиданные. Количество загруженных сущностей: 500/500. |
| 15 | Гуртлуд               | деревня | Получено слишком много сущностей из Викиданные. Количество загруженных сущностей: 500/500. |
| 16 | Дмитрошур             | деревня | Получено слишком много сущностей из Викиданные. Количество загруженных сущностей: 500/500. |
| 17 | Зон                   | село    | Получено слишком много сущностей из Викиданные. Количество загруженных сущностей: 500/500. |
| 18 | Зятцы                 | деревня | Получено слишком много сущностей из Викиданные. Количество загруженных сущностей: 500/500. |
| 19 | Кейлуд                | деревня | Получено слишком много сущностей из Викиданные. Количество загруженных сущностей: 500/500. |
| 20 | Кильмезь              | село    | Получено слишком много сущностей из Викиданные. Количество загруженных сущностей: 500/500. |
| 21 | Ключёвка              | деревня | Получено слишком много сущностей из Викиданные. Количество загруженных сущностей: 500/500. |
| 22 | Красный Яр            | деревня | Получено слишком много сущностей из Викиданные. Количество загруженных сущностей: 500/500. |
| 23 | Кузьмино              | деревня | Получено слишком много сущностей из Викиданные. Количество загруженных сущностей: 500/500. |
| 24 | Левые Гайны           | деревня | Получено слишком много сущностей из Викиданные. Количество загруженных сущностей: 500/500. |
| 25 | Лекшур                | село    | Получено слишком много сущностей из Викиданные. Количество загруженных сущностей: 500/500. |
| 26 | Лемы                  | деревня | Получено слишком много сущностей из Викиданные. Количество загруженных сущностей: 500/500. |
| 27 | Лялино                | деревня | Получено слишком много сущностей из Викиданные. Количество загруженных сущностей: 500/500. |
| 28 | Малая Инга            | деревня | Получено слишком много сущностей из Викиданные. Количество загруженных сущностей: 500/500. |
| 29 | Малые Сюмси           | деревня | Получено слишком много сущностей из Викиданные. Количество загруженных сущностей: 500/500. |
| 30 | Маркелово             | деревня | Получено слишком много сущностей из Викиданные. Количество загруженных сущностей: 500/500. |
| 31 | Марково               | деревня | Получено слишком много сущностей из Викиданные. Количество загруженных сущностей: 500/500. |
| 32 | Муки-Какси            | село    | Получено слишком много сущностей из Викиданные. Количество загруженных сущностей: 500/500. |
| 33 | Нерцы                 | деревня | Получено слишком много сущностей из Викиданные. Количество загруженных сущностей: 500/500. |
| 34 | Новые Гайны           | деревня | Получено слишком много сущностей из Викиданные. Количество загруженных сущностей: 500/500. |
| 35 | Орлово                | деревня | Получено слишком много сущностей из Викиданные. Количество загруженных сущностей: 500/500. |
| 36 | Орловское             | село    | Получено слишком много сущностей из Викиданные. Количество загруженных сущностей: 500/500. |
| 37 | Пижил                 | станция | Получено слишком много сущностей из Викиданные. Количество загруженных сущностей: 500/500. |
| 38 | Полянка               | деревня | Получено слишком много сущностей из Викиданные. Количество загруженных сущностей: 500/500. |
| 39 | Правые Гайны          | деревня | Получено слишком много сущностей из Викиданные. Количество загруженных сущностей: 500/500. |
| 40 | Пумси                 | деревня | Получено слишком много сущностей из Викиданные. Количество загруженных сущностей: 500/500. |
| 41 | Русская Бабья         | деревня | Получено слишком много сущностей из Викиданные. Количество загруженных сущностей: 500/500. |
| 42 | Старые Гайны          | деревня | Получено слишком много сущностей из Викиданные. Количество загруженных сущностей: 500/500. |
| 43 | Старый Кузлук         | деревня | Получено слишком много сущностей из Викиданные. Количество загруженных сущностей: 500/500. |
| 44 | Сюмси                 | село    | Получено слишком много сущностей из Викиданные. Количество загруженных сущностей: 500/500. |
| 45 | Сюмсиил               | деревня | Получено слишком много сущностей из Викиданные. Количество загруженных сущностей: 500/500. |
| 46 | Сюрек                 | деревня | Получено слишком много сущностей из Викиданные. Количество загруженных сущностей: 500/500. |
| 47 | Сюрек                 | станция | Получено слишком много сущностей из Викиданные. Количество загруженных сущностей: 500/500. |
| 48 | Туканово              | деревня | Получено слишком много сущностей из Викиданные. Количество загруженных сущностей: 500/500. |
| 49 | Тылыглуд              | деревня | Получено слишком много сущностей из Викиданные. Количество загруженных сущностей: 500/500. |
| 50 | Удмуртская Бабья      | деревня | Получено слишком много сущностей из Викиданные. Количество загруженных сущностей: 500/500. |
| 51 | Удмуртские Вишорки    | деревня | Получено слишком много сущностей из Викиданные. Количество загруженных сущностей: 500/500. |
| 52 | Харламовская Пристань | деревня | Получено слишком много сущностей из Викиданные. Количество загруженных сущностей: 500/500. |
| 53 | Ходыри                | деревня | Получено слишком много сущностей из Викиданные. Количество загруженных сущностей: 500/500. |
| 54 | Чажи                  | деревня | Получено слишком много сущностей из Викиданные. Количество загруженных сущностей: 500/500. |
| 55 | Шмыки                 | деревня | Получено слишком много сущностей из Викиданные. Количество загруженных сущностей: 500/500. |
| 56 | Юбери                 | деревня | Получено слишком много сущностей из Викиданные. Количество загруженных сущностей: 500/500. |

### Увинский (МО Увинский район)
Время, выделенное для выполнения скриптов, истекло.

### Шарканский (МО Шарканский район)
Время, выделенное для выполнения скриптов, истекло.

### Юкаменский (МО Юкаменский район)
Время, выделенное для выполнения скриптов, истекло.

### Якшур-Бодьинский (МО Якшур-Бодьинский район)
Время, выделенное для выполнения скриптов, истекло.

### Ярский (МО Ярский район)
Время, выделенное для выполнения скриптов, истекло.